# Histoire militaire de la Rome antique
À l'origine ville-état dans l'actuelle Italie au VIIIe siècle av. J.-C., puis empire hégémonique couvrant la majeure partie de l'Europe, du Proche-Orient et de l'Afrique du Nord jusqu'à sa chute au cours du Ve siècle, l'histoire de l'ancienne Rome est étroitement liée à son histoire militaire. Le cœur des campagnes qui constituent l’histoire militaire de la Rome antique est un agrégat de récits de différentes batailles terrestres, de sa première défense et sa conquête de la péninsule italienne jusqu'à la lutte ultime de l'Empire romain d'Occident pour sa survie contre les invasions barbares après la division de l'empire. Ces récits ont été écrits par différents auteurs pendant et après l'empire. Malgré le fait que l'empire englobait sur sa fin une partie importante du bassin méditerranéen, les batailles navales ont été généralement moins importantes que les batailles terrestres dans l'histoire militaire de Rome, notamment en raison de sa position dominante et incontestée sur mer à la suite de la première guerre punique.
L'armée romaine a d'abord lutté contre ses voisins tribaux et les villes étrusques dans l'actuelle Italie, puis est parvenue à dominer une grande partie du bassin méditerranéen et au-delà, y compris les provinces de Bretagne et de l'Anatolie à l'apogée de l'Empire. Comme pour la plupart des civilisations anciennes, l'armée romaine assurait une triple fonction : la sécurité de ses frontières, l'exploitation des zones périphériques par le biais de mesures telles que le tribut payé par les peuples conquis et enfin le maintien de l'ordre interne. Dès le début, la majorité des campagnes de Rome ont été caractérisées par un de ces deux types : le premier est la campagne d'expansion territoriale, normalement débutée en tant que contre-offensive, dans laquelle chaque victoire conduisait à la possession et la soumission de vastes territoires ce qui a permis à Rome de se développer d'une petite ville au troisième plus grand empire du monde antique, représentant environ un quart de la population mondiale totale de l'époque ; le second est la guerre civile, qui a frappé Rome plusieurs fois depuis sa fondation jusqu'à son effondrement.
Les armées romaines n'étaient pas invincibles, en dépit de leur formidable réputation et de toutes leurs victoires. Au cours des siècles, les Romains ont « produit leur part d'incompétents » qui ont conduit les armées romaines à des défaites catastrophiques. Néanmoins, même les plus grands ennemis de Rome, tels Pyrrhus Ier et Hannibal Barca, s'ils gagnaient des batailles, finissaient par perdre la guerre. L'histoire militaire de la Rome antique peut être vue comme une persistance obstinée surmontant des pertes considérables,.

## La monarchie romaine (-753|753av. J.-C.- -509|509av. J.-C.)

### Les temps légendaires

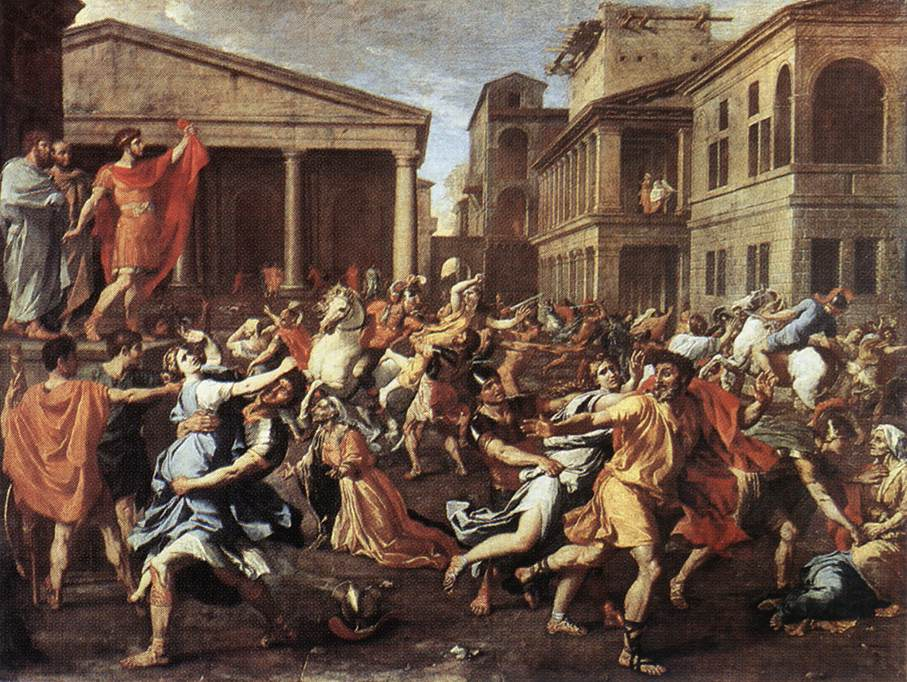
L’Enlèvement des Sabines, de Nicolas Poussin, 1637–1638 (Musée du Louvre).

Rome est presque unique dans le monde antique par le fait que son histoire a été retranscrite, souvent de façon très détaillée, depuis sa fondation en tant que ville jusqu'à son déclin et sa chute en tant qu’empire. Bien que certains récits aient été perdus, comme les écrits de Trajan à propos des guerres daciques, et que d’autres, comme les premières histoires de Rome, soient au moins en partie apocryphes, les histoires subsistantes au sujet de l’histoire militaire de Rome sont nombreuses.
L’histoire de la fondation de Rome, du petit village tribal à la chute des rois de Rome, est la partie historique la moins conservée. C’est que, bien que les premiers Romains possédassent un certain niveau d’alphabétisation, soit ils n’ont pas souhaité conserver leurs propres récits historiques, soit ceux-ci ont été perdus.
Dans son Histoire romaine, qui commence à la fondation de la ville, l’historien romain Tite-Live (59 av. J.-C.-17 apr. J.-C.) liste les quatre premiers rois de Rome : Romulus, Numa Pompilius,, Tullus Hostilius, et Ancus Marcius,, dont l’histoire est sans doute presque entièrement apocryphe. Michael Grant et d’autres soutiennent qu’avant le début de la domination étrusque à Rome sous Tarquin l’Ancien, cinquième roi de Rome, Rome était dirigée par une sorte d’autorité religieuse. On n’en sait que très peu au sujet de l’histoire militaire de Rome à cette époque, et ce que l’histoire nous a légué tient plus du caractère légendaire. Selon la tradition, Romulus aurait fortifié une des sept collines de Rome, le mont Palatin, après la fondation de la ville. Tite-Live affirme que, peu de temps après sa fondation, Rome était « à l'égal des villes environnantes au niveau militaire ».
L’année 753 av. J.-C. est l’année mythique de l'enlèvement des Sabines et de la lutte contre plusieurs villages voisins habités par les Sabins. L’enlèvement des Sabines permet aux habitants de Rome de s’assurer d’une descendance. Selon Tite-Live, les Sabins du village de Caenina réagissent en envahissant le territoire de Rome, les envahisseurs sabins sont repoussés et le village des Sabins est pris par Rome. Les Sabins du village d’Antemnae sont également battus dans des circonstances similaires, tout comme le village de Crustumerium. Les Sabins attaquent Rome et s’emparent brièvement de la citadelle, mais ils sont repoussés et mis en déroute. Ils signent ensuite un traité avec les Romains, par lequel ils deviennent citoyens de la cité.

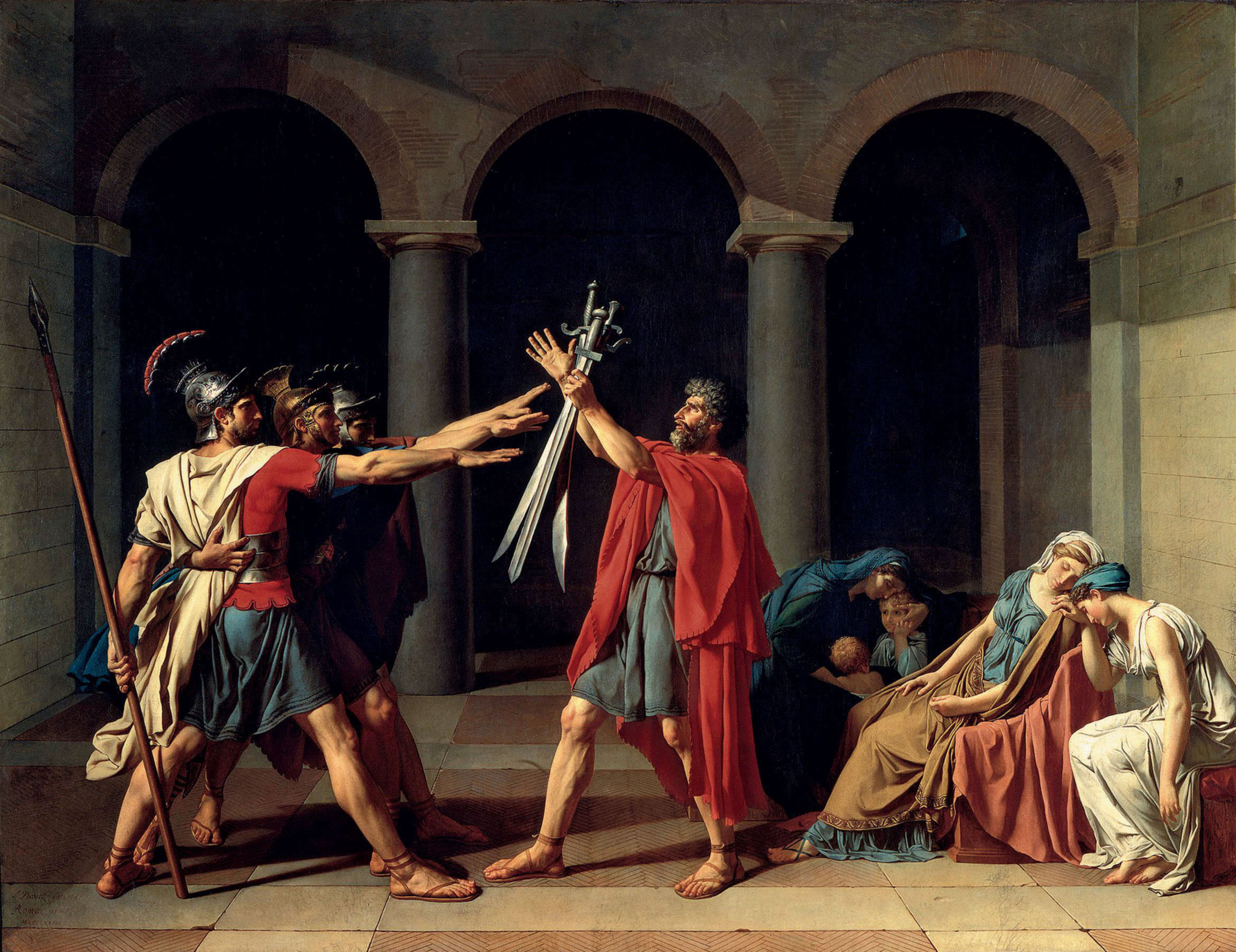
Le Serment des Horaces, de Jacques-Louis David, 1784-1785 (Musée du Louvre).

Une autre guerre, contre Fidènes et Véies, a lieu au cours du VIIIe siècle av. J.-C. Au VIIe siècle av. J.-C., des guerres opposent Rome à Albe la Longue (épisode du combat entre les Horaces et les Curiaces), à Médullia, à Apiolae et à Collatia et à nouveau aux Étrusques de Fidènes et Véies et aux Sabins. Ancus Marcius triomphe de la Ligue latine, ainsi que de Véies et des Sabins selon les Fasti triumphales, tablettes érigées sur le Forum Romanum durant le règne d’Auguste et recensant les triomphes ayant eu lieu depuis la fondation de Rome.
Sous la domination de rois étrusques, Tarquin l’Ancien, Servius Tullius, et Tarquin le Superbe,, Rome s’étend vers le nord-ouest et entre en conflit avec Véies, après l’expiration du traité ayant mis fin à la guerre précédente. Il y a une autre offensive contre le peuple de Gabies, et, plus tard, contre celui des Rutules. C’est dans ce contexte que les rois étrusques sont renversés et que Rome devint une République,, c’est-à-dire régie par une forme de gouvernement fondé sur la représentation populaire (ce qui contraste avec l’autocratie monarchique du régime précédent).

### Tarquin l'Ancien
Tarquin l'Ancien entre à son tour en guerre contre la Ligue latine et prend d'assaut la ville d'Apiolae, ramenant un important butin à Rome. Selon les Fasti triumphales, cette campagne est antérieure à -588. Les Sabins attaquent ensuite Rome à nouveau et Tarquin double le nombre d'equites pour parvenir à les vaincre. Suivant les termes du traité mettant fin à cette guerre, Tarquin reçoit la ville de Collatie, et il nomme son neveu Égérius commandant de la garnison qui y est stationnée. Il fait ensuite célébrer un triomphe qui a lieu, toujours selon les Fasti triumphales, le 13 septembre -585. Les villes latines de Corniculum, Ficulea, Cameria, Crustumerium, Ameriola, Médullia et Nomentum sont ensuite soumises et deviennent romaines.

### Servius Tullius

Représentation des sphères d'influence des trois grandes puissances de la Méditerranée occidentale à la fin du, qui coïncide avec le déclin de la Monarchie romaine. L'équilibre entre les Grecs, les Étrusques et les Carthaginois ont été délimités dans les années qui suivirent la bataille d'Alalia et les guerres siciliennes (entre les Grecs de Sicile et Carthage).

Au début de son règne, Servius Tullius fait la guerre aux Étrusques de Véies. D'après Tite-Live, il fait preuve d'une grande valeur militaire et met en déroute une grande armée ennemie, cette guerre contribuant à assurer sa position de dirigeant. Selon les Fasti triumphales, le monarque fait célébrer trois triomphes sur les Étrusques, dont le 25 novembre -571 et le 25 mai -567 (la troisième date n'est plus lisible).

### Tarquin le Superbe
Tarquin le Superbe, septième et dernier roi de Rome, invite tôt dans son règne les chefs latins à une réunion au cours de laquelle il les persuade de renouveler leur traité d'alliance avec Rome. Il est décidé que les troupes latines doivent se rendre à un bosquet sacré dédié à la déesse Férentina afin d'unir leurs forces à celles des Romains. Cette décision est respectée et Tarquin forme ainsi des unités combinées entre Romains et Latins. Tarquin entre ensuite en guerre contre les Volsques et s'empare de le riche cité de Suessa Pometia, commençant à faire construire le temple de Jupiter capitolin avec le butin ramené.
Tarquin est ensuite engagé dans une guerre contre la ville latine de Gabies, qui a rejeté le traité avec Rome. Incapable de s'emparer de Gabies par la force, Tarquin envoie son fils Sextus infiltrer la cité afin de gagner la confiance de la population et de prendre le pouvoir. Sextus s’acquitte de sa mission et fait tuer ou exiler les notables de Gabies après avoir pris le contrôle de la ville. Tarquin conclut également la paix avec les Èques et renouvelle le traité entre Rome et les Étrusques. D'après les Fasti triumphales, il remporte aussi une victoire sur les Sabins.
Il entre ensuite en guerre contre les Rutules qui forment alors, d'après Tite-Live, une nation très prospère et dont Tarquin est désireux de s'emparer des richesses. Tarquin cherche à prendre d'assaut leur capitale, Ardea, mais échoue et met le siège devant la ville. Le siège est interrompu par la révolution qui renverse la monarchie romaine. L'armée romaine, qui campe sous les murs d'Ardea, accepte Lucius Junius Brutus comme nouveau dirigeant et les fils de Tarquin sont chassés. L'issue du siège d'Ardea demeure inconnue.

## République
Au cours de la période entre 509 av. J.-C. et 31 av. J.-C., les Romains sont passés d'un régime oligarchique (issu lui-même d'une monarchie) à un régime impérial : le Principat.
La République romaine est une étape longue, complexe et critique de l'histoire romaine à une époque de changement énorme pour Rome. Rome est passé d'une cité-État (petite ville à la fin du VIe siècle av. J.-C.), à la capitale d'un empire vaste et complexe (à la veille de la fondation de l'Empire), composé d'une multitude de peuples et de civilisations différentes, qui marque une histoire décisive dans l'Ouest de l'Europe et dans le Bassin Méditerranéen.
Au cours de cette période, la plus grande partie des conquêtes romaines en Méditerranée et en Europe se fait en particulier entre le IIIe siècle av. J.-C. et le IIe siècle av. J.-C. Le Ier siècle av. J.-C. est quant à lui ravagé par des conflits internes, catalysés par des problèmes sociaux, mais c'est aussi un siècle de littérature et de culture majeure, sans doute le fruit de la culture hellénistique et de référence « classique » depuis des siècles.

### Premières campagnes en Italie (-509 à -396)

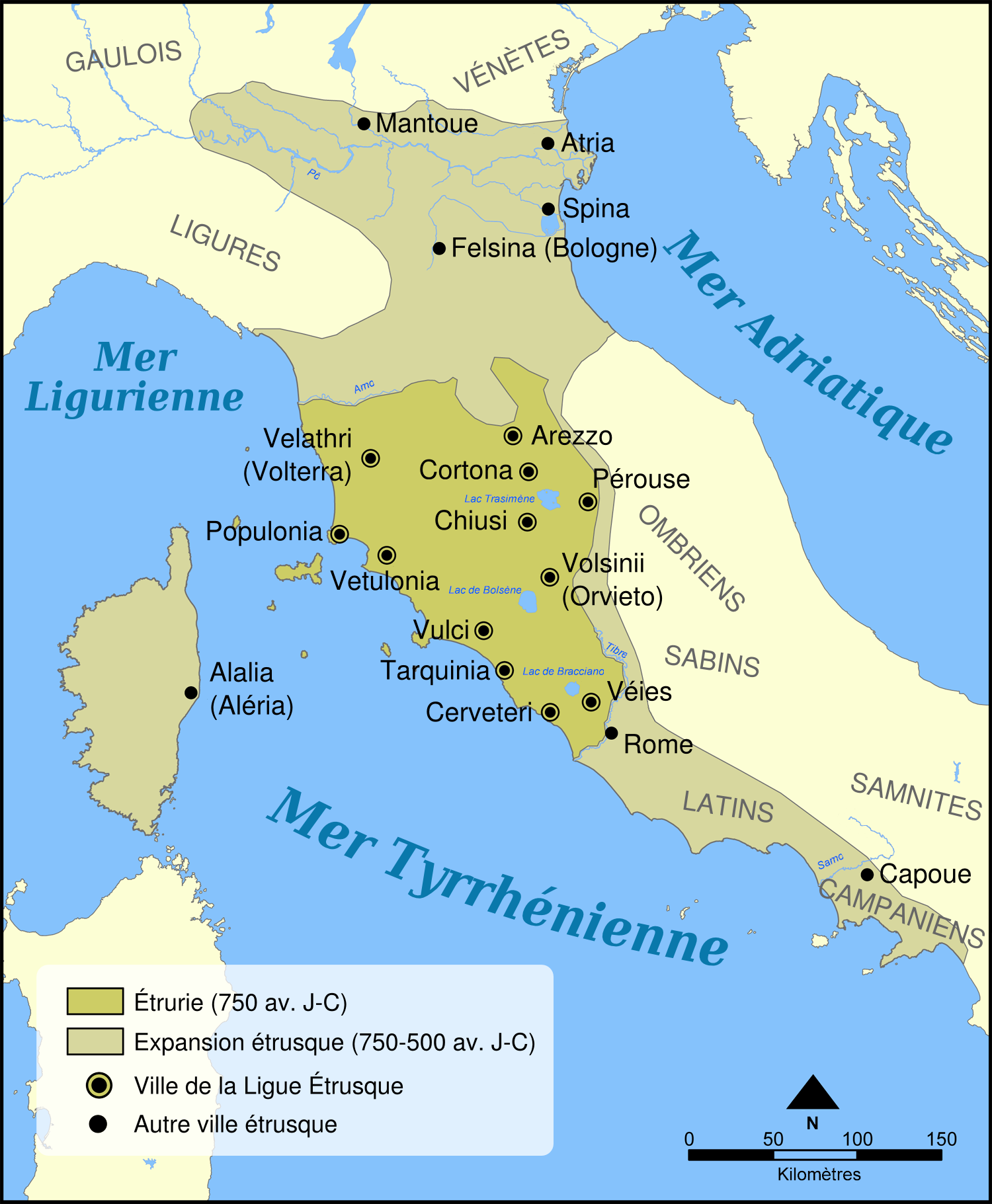
Les cités étrusques voisines de Rome.

Les premières guerres menées par Rome servent à des buts d'expansion et de défense, visant à protéger la cité-état les nations voisines et à établir son territoire dans la région. Dans la période semi-légendaire de la jeune République romaine, des sources rapportent qu'elle est attaquée deux fois par des armées étrusques. La guerre contre Véies et Tarquinii, aux alentours de -509, est censée avoir été déclenchée par Tarquin le Superbe, roi de Rome récemment renversé,. En -508, Tarquin persuade Porsenna, roi de Clusium, de déclarer la guerre à Rome. Porsenna assiège la ville avant de conclure la paix avec les Romains,,.
Les premiers voisins immédiats de Rome sont des villes et villages latins, dont le système tribal est similaire à celui de Rome, et des Sabins vivant dans les collines des Apennins. Rome défait un par un tous ces adversaires, aussi bien les obstinées tribus sabines que les villes latines des environs qui sont sous domination étrusque ou qui s'en sont libérées, comme Rome elle-même l'a fait. Rome triomphe de Lavinium et de Tusculum à la bataille du lac Régille (-496),,, des Sabins lors d'une bataille en -449, des Èques et des Volsques à la bataille du Mont Algide (-458) et à celle de Corbione (-446), et en s'emparant d'Antium (-377), et des Aurunces à la bataille d'Aricie. Les Romains sont vaincus par les Étrusques de Véies à la bataille du Crémère (-477), mais prennent Fidènes en -435, et Véies en -396,,,. À la suite de cette dernière victoire, les Romains achèvent la conquête de leur voisinage immédiat et sécurisent leur position contre la menace représentée par les peuples des Apennins.
Toutefois, Rome ne contrôle qu'une région très limitée et n'est encore qu'une puissance mineure en Italie. Les ruines de Véies se situent dans la banlieue actuelle de Rome et les affaires de la cité commencent à peine à attirer l'attention des Grecs, principale puissance culturelle de l'époque. La majeure partie de l'Italie est alors aux mains des Latins, des Sabins et des Samnites dans la partie centrale, des colonies grecques au sud, et de peuples celtes, principalement des Gaulois, au nord. La civilisation celtique est alors en pleine expansion et s'est répandue, même si c'est sans cohésion, à travers une grande partie de l'Europe. Ce sont des peuples celtes qui vont infliger à Rome une humiliante défaite qui va retarder temporairement son expansion et laisser son empreinte sur la conscience collective romaine.

### Invasion celte (-390 à -387)
En -390, des tribus gauloises ont envahi et se sont installées dans le nord de l'Italie. La plupart d'entre elles sont inconnues des Romains, qui ne sont alors concernés que par la sécurité de leurs environs, mais Rome est alertée quand une tribu particulièrement belliqueuse, les Sénons, envahit la province étrusque de Sienne et attaque la ville de Clusium, située non loin de la sphère d'influence de Rome. Clusium, écrasée par la taille et la férocité de l'armée adverse, appelle Rome à l'aide. Insultés par les ambassadeurs romains, les Sénons jurent de se venger et font de Rome leur cible prioritaire. Les deux armées se rencontrent à la bataille de l'Allia et les Gaulois, commandés par le chef Brennus, infligent une lourde défaite aux Romains,. Ils poursuivent leurs adversaires en fuite jusqu'à Rome et mettent une partie de la ville à sac, avant que leur départ ne soit acheté par les Romains,. L'historiographie romaine (Tite-Live, Appien, Florus) prétend que les Gaulois ont été vaincus et chassés de Rome par une armée de secours commandée par Marcus Furius Camillus mais les historiens modernes contestent cette version en la mettant sur le compte d'une propagande romaine mise en place pour atténuer l'humiliation subie.
Plusieurs guerres vont désormais opposer par intermittence Romains et Gaulois en Italie pendant plus de deux siècles. Les Gaulois sont vainqueurs lors des batailles d'Arretium (-284) et de Fiesole (-225) mais sont vaincus lors de celles du lac Vadimon (-283), de Télamon (-225), de Clastidium (-222) et de Crémone (-200). Le problème celte est finalement résolu par la conquête de la Gaule par Jules César.

### Expansion romaine en Italie (-343 à -282)
Les Romains se remettent promptement du sac de leur cité et reprennent leur expansion en Italie. En dépit de leurs succès précédents, la maîtrise du centre de l'Italie ne leur est en aucun cas assurée car les Samnites forment un peuple aussi martial et aussi riche qu'eux et ont comme objectif d'obtenir plus de terres dans les plaines fertiles sur lesquelles Rome s'étend. La première guerre samnite (-343 à -341) est déclenchée par des incursions samnites sur le territoire romain et la demande de protection de Capoue alors assiégée par les Samnites. Les Romains sont vainqueurs lors des batailles du Mont Gauro et de Suessula mais ne peuvent tirer profit de leur avantage en raison de la révolte de certains de leurs alliés latins.
Rome s'engage ainsi dans les guerres latines (-340 à -338) contre leurs anciens alliés tout en devant faire face à de nouvelles incursions samnites. Rome triomphe des Latins lors des batailles du Vésuve et de Trifanum et les Latins sont obligés de se soumettre à la domination romaine. Les Latins ne vont plus se révolter pendant les deux siècles suivants, peut-être en raison du traitement indulgent dont ils ont fait l'objet par les Romains après la guerre.
La deuxième guerre samnite (-327 à -304) éclate à la suite de la fondation de la colonie de Fregellae en -328. Ce second conflit est bien plus long et plus difficile que le premier pour les deux belligérants, durant plus de vingt ans et comptant 24 batailles qui mènent à des pertes massives des deux côtés. Les deux camps connaissent des fortunes diverses tout au long de la guerre : les Samnites prennent Neapolis en -327 avant que les Romains ne s'emparent à leur tour de la cité ; Rome subit ensuite deux défaites, d'abord aux Fourches Caudines,,, passage étroit entre deux montagnes à l'ouest de Capoue par lequel les Romains voulurent passer pour se rendre à Luceria. Encerclés par les Samnites, commandés par le général Caius Pontius, les Romains, menacés d'être enfouis sous les rochers que les Samnites faisaient pleuvoir sur eux depuis le sommet du passage, furent obligés de se rendre sans combattre. La seconde défaite romaine a lieu à Lautulae.
Après cela, les combats diminuèrent. En -316, une trêve est signée avec la cession de Fregellae en faveur des Samnites. Les hostilités reprennent en -314 à la suite de l'annexion de Capoue par les Romains. Rome remporte une série de victoires à partir de -314 et élimine un à un les alliés des Samnites, comme les Étrusques ou les Herniques, puis reprend Fregellae en -313. En -305, Rome remporte une victoire décisive à Bovianum ce qui oblige les Samnites à demander la paix. Les Romains annexent une partie importante du territoire samnite et fondent plusieurs colonies comme Minturnes, Sinuessa et Venusia.
Mais sept ans après la fin de la guerre, alors que la domination de Rome sur la région semble assurée, les Samnites se soulèvent. C'est le début de la troisième guerre samnite (-298 à -290) qui oppose Rome à une coalition d'anciens ennemis avec qui les Samnites se sont alliés. Les Romains triomphent néanmoins à Tifernum, puis à Sentinum (-295), cette dernière bataille les opposant aux Samnites, aux Sénons, aux Étrusques et aux Ombriens,. Les Romains envahissent le territoire Samnite et remportent en -293 la bataille d'Aquilonia. La capitulation Samnite intervient en -290.
La victoire de Rome sur les Étrusques à la bataille de Populonia (-282) accélère le déclin de ces derniers et Rome émerge comme force dominante de la péninsule italienne à l'exception de la Grande-Grèce et de la plaine du Pô.

### Guerre contre Pyrrhus (-280 à -275)

Campagnes de Pyrrhus en Italie.

Au début du IIIe siècle av. J.-C., Rome a soumis les Samnites ainsi que les villes latines et a fortement réduit la puissance étrusque mais ne s'est pas encore heurtée aux deux puissances qui dominent le bassin méditerranéen à cette époque : Carthage et les royaumes grecs. Le sud de l'Italie est sous le contrôle des colonies grecques de la Grande-Grèce, qui étaient alliées aux Samnites, et la constante expansion romaine conduit à un inévitable conflit avec celles-ci,.
Son territoire étant envahi et ravagé par une armée romaine commandée par Lucius Æmilius Barbula, Tarente appelle à l'aide le roi d'Épire Pyrrhus Ier,. Celui-ci, motivé par ses obligations envers son alliée et son désir d'accomplissement militaire, débarque sur le sol italien en -280 à la tête d'une armée de 25 000 hommes avec un contingent d'éléphants de guerre,,, et des cités grecques et des tribus du sud de l'Italie se joignent à son armée. Les Romains n'ont encore jamais vu d'éléphants de guerre, facteur qui joue un rôle important lors des victoires de Pyrrhus à la bataille d'Héraclée,, puis à celle d'Ausculum,,. Mais, malgré ces victoires, la position de Pyrrhus en Italie est intenable. Les Romains refusent fermement de négocier avec lui aussi longtemps que son armée restera en Italie. Rome obtient de plus le soutien de Carthage et, en dépit des attentes de Pyrrhus, aucun des autres peuples italiens ne fait défaut aux Romains pour se joindre à lui. Ces deux victoires lui ayant coûté très cher en hommes, Pyrrhus se retire de la péninsule et mène une campagne en Sicile contre les Carthaginois en laissant ses alliés aux prises avec les Romains.
Mais la campagne sicilienne de Pyrrhus s'embourbe après un succès initial et le roi d'Épire revient en Italie à la demande des cités de Grande-Grèce pour faire face une nouvelle fois aux Romains. En -275, les deux armées se livrent bataille à Beneventum mais, cette fois-ci, les Romains ont mis au point des techniques pour combattre efficacement les éléphants de guerre,. La bataille, bien qu'indécise, est favorable aux Romains et Pyrrhus, réalisant que son armée est épuisée par des années de campagnes à l'étranger et ayant peu d'espoir de remporter d'autres succès, quitte définitivement l'Italie.
Malgré la valeur de son adversaire et les difficultés qu'elle a connu au cours de la guerre, Rome a démontré qu'elle était capable de se mesurer aux plus grandes puissances militaires de la Méditerranée et que les Grecs étaient incapables de défendre leurs colonies en Italie. Après le retrait de Pyrrhus, Rome soumet rapidement toute la Grande-Grèce (sauf la Sicile) à sa domination, s'emparant notamment de Tarente en -272. Forte de sa domination sur la majeure partie de la péninsule italienne, Rome cherche désormais de nouvelles terres à conquérir. Puisque les Alpes constituent une barrière naturelle au nord et que les Romains ne sont pas enthousiastes à l'idée d'affronter une nouvelle fois les Gaulois, Rome tourne son attention vers la Sicile, une politique qui va l'entraîner dans un conflit direct avec son ancienne alliée Carthage,.

### Guerres puniques (-264 à -146)
Les guerres puniques sont les premières guerres que Rome a livré en dehors de la péninsule italienne et constituent probablement le conflit le plus important de l'Antiquité jusqu'alors. À leur issue, Rome est l'État le plus puissant de la Méditerranée occidentale et a étendu son territoire en Sicile, en Afrique du Nord et sur la péninsule Ibérique. La première guerre punique commence en -264 quand les cités siciliennes font appel aux deux puissances entre lesquelles elles se situent, Rome et Carthage, dans le but de régler leurs différends. L'empressement montré par Rome et Carthage à se laisser entraîner dans les affaires siciliennes indique leur volonté commune de tester la puissance de l'autre sans entrer pour autant dans une guerre d'annihilation et il y avait certainement des désaccords considérables dans les hautes sphères romaines sur le fait de poursuivre ou non la guerre. Quelques batailles terrestres, notamment la bataille d'Agrigente, se déroulent en Sicile au début de la guerre mais celle-ci devient vite une guerre navale, domaine dans lequel les Romains sont relativement novices. Avant le début de la guerre, il n'existe pas de marine romaine à proprement parler car tous les conflits précédents auxquels Rome a pris part se sont déroulés sur terre. La guerre contre Carthage, grande puissance maritime, oblige Rome à construire rapidement une flotte et à entraîner des marins.
Rome entre dans la guerre navale « comme une brique dans l'eau » et la première rencontre navale de la guerre, aux îles Lipari, est un désastre pour les Romains. Toutefois, après avoir entraîné plus de marins et avoir inventé un système d'abordage connu sous le nom de corbeau, une flotte romaine commandée par Caius Duilius inflige une lourde défaite aux Carthaginois à la bataille de Mylae (-260). En à peine quatre ans et sans aucune véritable expérience préalable dans le domaine naval, Rome réussit à surpasser au combat une puissance maritime majeure en imposant des combats par abordage. D'autres victoires navales romaines suivent à Tyndaris et au Cap Ecnome.
Après avoir pris le contrôle des mers, les Romains font débarquer sur la côte africaine une armée commandée par Regulus qui est victorieuse à la bataille d'Adys et oblige Carthage à demander la paix. Mais les conditions de paix imposées par les Romains sont si rudes que les négociations échouent et les Carthaginois engagent Xanthippe, un mercenaire spartiate qui réorganise et prend la tête de leur armée. Xanthippe réussit à anéantir l'armée romaine à la bataille de Tunis, où Regulus est capturé.
Malgré cette défaite sur le sol africain, suivie de celle subie quelques années plus tard au large de bataille de Drépane (249 av. J.-C.), les Romains remportent une victoire navale décisive lors de la bataille des îles Égates (-241), qui laisse Carthage dépourvue de flotte et sans finances suffisantes pour en reconstruire une. La perte de leur accès à la Méditerranée se révèle cuisante pour Carthage, à la fois financièrement et psychologiquement, qui demande à nouveau la paix. La Sicile devient une province romaine et, durant les deux décennies suivantes, Rome triomphe des Ligures et des Insubres.
Mais la méfiance mutuelle entre Rome et Carthage conduit à la deuxième guerre punique lorsque Hannibal Barca, membre de la puissante famille carthaginoise des Barcides, s'empare après un long siège (-219/-218) de Sagonte,, une cité ibère ayant des liens diplomatiques avec les Romains. Hannibal lève une armée et se dirige sur l'Italie, opérant notamment sa célèbre traversée des Alpes,. Hannibal remporte sa première victoire sur les Romains au Tessin lors d'un petit combat de cavalerie,. Il remporte ensuite des succès beaucoup plus importants lors des batailles de la Trébie,, du lac Trasimène, et de Cannes,, considérée comme un chef-d'œuvre tactique, et parait alors capable de battre les armées romaines à volonté.
Hannibal échoue néanmoins par trois fois à s'emparer de Nola, défendue par Marcus Claudius Marcellus, mais remporte par la suite plusieurs batailles, notamment celles de Capoue, de Silarus et d'Herdonia et ravage la campagne italienne. Pendant ce temps, Hasdrubal Barca, le frère d'Hannibal, cherche à faire passer une seconde armée en Italie pour rejoindre son frère. Hasdrubal est vaincu à Baecula avant de réussir à atteindre l'Italie, mais seulement pour y être vaincu de façon décisive par Caius Claudius Nero et Marcus Livius Salinator à la bataille du Métaure (-207), au cours de laquelle il est tué.
Les Romains sont incapables de vaincre Hannibal sur le sol italien mais le général carthaginois est tout aussi impuissant à prendre Rome. Cependant, le général romain Scipion a pendant ce temps chassé les Carthaginois de la péninsule ibérique en remportant plusieurs batailles, dont celle, décisive, d'Ilipa (-206), et Rome prend la décision audacieuse de l'envoyer à la tête d'une armée en Afrique dans l'intention de menacer directement Carthage. La victoire romaine de Scipion à la bataille des Grandes Plaines (-203) pousse Carthage à rappeler Hannibal en Afrique. Les armées de Scipion et d'Hannibal s'affrontent à la célèbre bataille de Zama (-202) qui se solde par une victoire décisive des Romains et, selon certains historiens, par « l'annihilation totale de l'armée carthaginoise », mettant ainsi un terme à la deuxième guerre punique.
Carthage ne se remettra jamais de cette défaite, et la troisième guerre punique (-149 à -146) est en réalité une simple expédition punitive ayant pour but de raser la ville de Carthage. La cité est presque sans défense et offre sa reddition immédiate quand les Romains commencent à l'assiéger, se pliant à leurs exigences les plus outrageuses. Mais Rome refuse cette reddition et exige comme terme supplémentaire la destruction de la cité. Voyant qu'ils ont peu à perdre, les Carthaginois se résignent alors à combattre. Carthage est prise d'assaut et complètement détruite et sa culture s'éteint quasi totalement.

### Conquête de la péninsule ibérique (-219 à -18)
Son conflit avec Carthage a conduit Rome à étendre son territoire à la péninsule Ibérique en prenant le contrôle de régions qui faisaient auparavant partie de l'empire punique. Même si l'Italie a été le principal théâtre de la deuxième guerre punique, les Romains se sont également attachés à détruire les armées carthaginoises en Espagne afin de les empêcher de joindre leurs forces à celles déjà en Italie. Au cours de la guerre et à travers deux importantes expéditions militaires, Rome conquiert graduellement les territoires carthaginois en Espagne (reprenant Sagonte en -211) et triomphe définitivement de ses adversaires en -206, la péninsule devenant alors une province romaine, l'Hispanie. À partir de ce point, la seule opposition à la domination romaine sur la péninsule vient des peuples Celtibères, dont le manque d'unité les empêche de s'opposer efficacement à l'expansion romaine lors de la première guerre celtibère.
Après deux rébellions mineures, en -197 et en -195/-194, la guerre lusitanienne éclate entre les Romains et les Lusitaniens, peuple qui vit dans l'actuel Portugal. En -179, Rome a en grande partie réussi à pacifier la région et à la placer sous son contrôle. Une révolte importante, connue plus tard sous le nom de guerre de Numance, se déclenche à Numance vers -154 et les tribus de la région vont opposer une longue résistance aux armées romaines. Le préteur Servius Sulpicius Galba et le proconsul Lucius Licinius Lucullus arrivent en -151 afin de soumettre les populations locales. En -150, Galba invite les chefs lusitaniens à des pourparlers de paix mais les trahit et les fait tous tuer, mettant ainsi fin de façon peu glorieuse à la première phase de la guerre.
Les Lusitaniens, commandés par un nouveau chef, Viriatus, se révoltent à nouveau en -146 et envahissent la Turdétanie (dans le Sud de l'Espagne) en se livrant à la guérilla. Ils sont tout d'abord victorieux, défaisant une armée romaine à Tribola et dévastant la Carpétanie avant de triompher d'une deuxième armée romaine au Mont Venus. En -144, le général Quintus Fabius Maximus Æmilianus mène une campagne victorieuse contre les Lusitaniens mais échoue à capturer Viriatus, qui forme alors une coalition de plusieurs tribus celtibères contre Rome. Cette coalition bat les Romains à deux reprises mais, en -139, Viriatus est finalement tué dans son sommeil par trois de ses compagnons à qui les Romains avaient promis une récompense. Après plusieurs tentatives romaines infructueuses de prendre Numance, Scipion Émilien parvient à mettre un terme à la rébellion en -134 en s'emparant de la ville.
Après l'épisode de la révolte de Sertorius (-80 à -72), qui tient les Romains en échec pendant plusieurs années avant d'être assassiné par l'un de ses officiers, la conquête romaine de la péninsule, commencée par les terres bordant la Méditerranée, s'achève avec les guerres cantabres (-29 à -19), à l'issue desquelles Rome prend le contrôle de la Cantabrie et des Asturies. La dernière révolte dans la péninsule est réprimée en -19.

### Campagnes en Macédoine, en Grèce et en Illyrie (-215 à -148)

Le bassin méditerranéen en -218.

Les difficultés connues par les Romains au cours de la deuxième guerre punique donne à Philippe V de Macédoine l'opportunité d'étendre son pouvoir vers l'ouest. Le roi de Macédoine envoie des ambassadeurs dans le camp d'Hannibal en Italie afin de conclure une alliance contre Rome,. Mais Rome découvre cet arrangement lorsque les émissaires de Philippe, en compagnie d'autres émissaires envoyés par Hannibal, sont capturés par une flotte romaine. Rome, désireuse d'empêcher Philippe d'aider Carthage en Italie et ailleurs, cherche des alliés en Grèce qui combattent la Macédoine pour son compte. La Ligue étolienne, les Illyriens du nord de la Macédoine, le royaume de Pergame et la cité-état de Rhodes deviennent ainsi les alliés de Rome.
Au cours de la première guerre macédonienne, les Romains ne s'impliquent directement que lors d'opérations terrestres mineures. Lorsque la Ligue étolienne demande à faire la paix avec la Macédoine, le petit corps expéditionnaire romain n'a plus d'alliés en Grèce mais a atteint son objectif d'occuper Philippe et de l'empêcher de fournir son aide à Hannibal. Un traité est signé entre Rome et la Macédoine à Phœnicè en -205, mettant ainsi fin à la guerre.
En -200, la Macédoine commence à empiéter sur des territoires revendiqués par d'autres cités-états grecques, et celles-ci demandent l'aide de leur nouvelle alliée. Rome envoie à Philippe V un ultimatum qui ferait de la Macédoine une province romaine. Philippe le rejette comme prévu et, malgré la répugnance d'une partie du Sénat à ouvrir de nouvelles hostilités, Rome déclare la guerre à la Macédoine, déclenchant ainsi la deuxième guerre macédonienne. Les forces romaines commandées par Titus Quinctius Flamininus battent les Macédoniens à la bataille de l'Aous (-198) puis une nouvelle fois et de façon décisive lors de la bataille de Cynoscéphales (-197),,. La Macédoine doit signer le traité de Tempé, par lequel elle abandonne ses territoires en Grèce et en Asie et doit payer une indemnité de guerre à Rome.
Rome prend part à d'autres conflits dans la région qui sont provoqués par l'écheveau complexe d'alliances, de rivalités et de ligues cherchant à gagner toujours plus d'influence. Après la défaite des Macédoniens, Sparte cherche à profiter de cette vacance du pouvoir en Grèce. Craignant que les Spartiates n'accroissent leur influence, Rome conclut des alliances afin de mener la guerre contre Nabis et cette coalition triomphe de Sparte lors de la bataille de Gythium (-195). Rome triomphe également de ses anciens alliés de la Ligue étolienne (-191 à -189), des Istriens (-177), des Illyriens lors de la troisième guerre d'Illyrie (-168) et de la Ligue achéenne après une guerre qui s'achève par la destruction de Corinthe (-146).
Rome dirige aussi son attention vers l'empire séleucide d'Antiochos III. Antiochos, après avoir mené des campagnes en Bactriane, en Inde, en Perse et en Judée, se tourne vers l'Asie mineure et la Thrace afin de conquérir quelques villes côtières, une action qui l'entraîne dans un conflit contre Rome, qui cherche à défendre ses intérêts. Une armée romaine dirigée par Manius Acilius Glabrio bat les Séleucides à la bataille des Thermopyles et les force à évacuer la Grèce. Les Romains remportent ensuite deux batailles navales, puis une bataille terrestre décisive à Magnésie du Sipyle,. La paix d'Apamée (-188) qui met fin à la guerre antiochique voit Rome émerger en tant que principale puissance du bassin méditerranéen.
À la mort de Philippe V en -179, Persée de Macédoine, son fils ambitieux et compétent, lui succède et montre un intérêt renouvelé pour la Grèce. Il s'allie avec le peuple guerrier des Bastarnes, ce qui, conjugué à ces actions en Grèce, constitue une possible violation du traité signé par son père avec Rome ou, en tout cas, « n'est pas le comportement que [selon les Romains] un allié subordonné doit avoir ». Rome lui déclare donc la guerre, la troisième guerre macédonienne, que Persée commence de façon victorieuse en remportant la bataille de Callinicus. Mais Rome, comme à son habitude, répond à cet échec en envoyant une autre armée, qui écrase les Macédoniens à la bataille de Pydna (-168),. La Macédoine, qui ne dispose pas des mêmes réserves que Rome et dont le roi a été capturé, doit capituler et est divisée en quatre provinces vassales de Rome.
La quatrième guerre macédonienne (-150 à -148) est la dernière guerre à opposer Rome à la Macédoine et débute lorsque Andriskos usurpe le trône macédonien en se faisant passer pour le fils de Persée. Les Romains envoient une armée commandée par Quintus Caecilius Metellus, et celle-ci défait promptement les Macédoniens lors de la seconde bataille de Pydna. Deux ans plus tard, en -146, toute la Grèce est sous la domination romaine.

### Guerre de Jugurtha (-112 à -105)

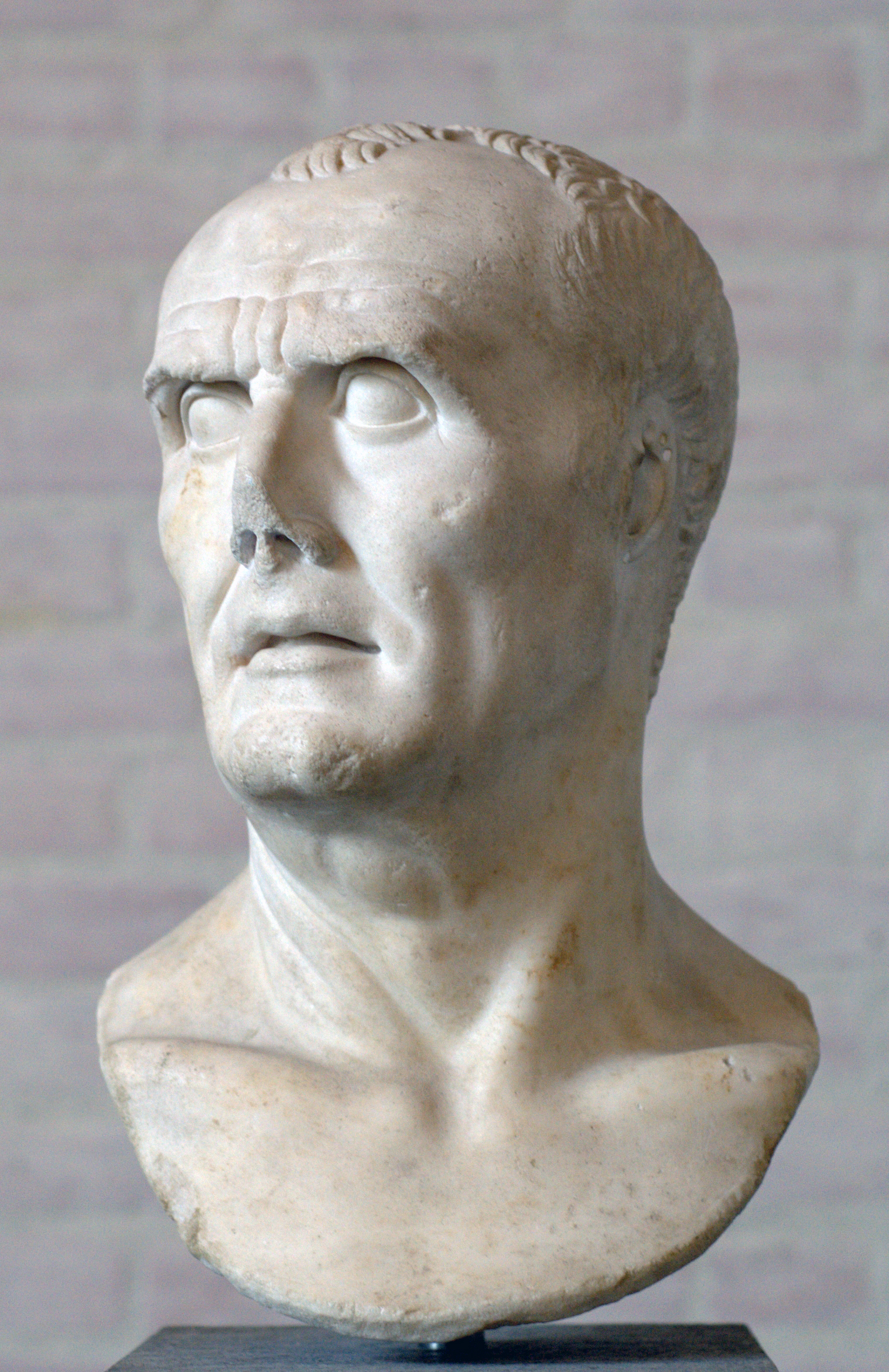
Caius Marius, victorieux lors de la guerre de Jugurtha et celle des Cimbres.

À l'issue des guerres puniques, Rome a acquis de larges étendues de territoires en Afrique du Nord et consolide sa position au cours des siècles suivants. Une grande partie de ces terres a été accordée à la Numidie, royaume situé le long de l'actuelle côte algérienne, en récompense pour son assistance militaire. La guerre de Jugurtha (-112 à -105) oppose les Romains à Jugurtha de Numidie et va constituer la pacification romaine de l'Afrique du Nord. Rome cesse ensuite son expansion dans cette région, ayant atteint les frontières naturelles que constituent le désert et les monts de l'Atlas. À la suite de l'usurpation par Jugurtha du trône de Numidie, allié fidèle de Rome depuis les guerres puniques, les Romains interviennent. Jugurtha corrompt des tribuns pour être reconnu comme roi légitime, et se voit attribuer la moitié du royaume. Mais Jugurtha élimine son rival et, après d'autres agressions et tentatives de corruption réussies, les Romains expédient une armée en Numidie. Ils sont battus à la bataille de Suthul, et échappent de peu à la défaite lors de la bataille du Muthul mais finissent par renverser la situation en remportant plusieurs victoires à Thala,, au Mulucha et à Cirta. Jugurtha continue néanmoins à résister mais finit par être livré aux Romains par trahison,. Ceci met fin à la guerre et la Numidie devient un royaume vassal de Rome.

### Résurgence de la menace celte et guerre des Cimbres (-121 à -101)
Le souvenir du sac de Rome par les Celtes en -390 est demeurée vivace dans les mémoires romaines, ayant été transmis de génération en génération sous forme de compte-rendu légendaire. En -125, appelés à l'aide par leurs alliés de Massalia contre les Salyens, les Romains commencent des campagnes militaires en Gaule du Sud, affrontant des peuples puissants comme les Voconces. Les chefs salyens s'étant réfugiés chez les Allobroges et leurs alliés Arvernes, ces peuples se retrouvent en guerre contre Rome. En -122, le consul Cnaeus Domitius Ahenobarbus pénètre en Gaule avec son armée. Bituitos, roi des Arvernes envoie alors une ambassade à Ahenobarbus, lequel refuse cependant de traiter. Les Romains triomphent facilement de leurs adversaires lors de la bataille du confluent.
La guerre des Cimbres (-113 à -105) est par contre une affaire bien plus sérieuse que cette confrontation. Les peuples germaniques des Cimbres et des Teutons arrivent en Norique où ils affrontent les Taurisques, alliés des Romains qui les appellent à l'aide,. La bataille de Noreia (-113) s'achève par une lourde défaite des Romains, qui subissent ensuite un des pires désastres de leur histoire en -105 lors de la bataille d'Orange. C'est la première fois depuis la bataille de Cannes que l'Italie est sérieusement menacée et un vent de panique souffle sur Rome pendant quelque temps. Mais les Cimbres accordent par inadvertance un répit aux Romains en partant piller la péninsule Ibérique, leur donnant ainsi l'opportunité de se préparer soigneusement à de nouvelles batailles. Caius Marius écrase successivement les Teutons et les Cimbres lors des batailles d'Aix (-102) et de Verceil (-101) où les deux tribus sont quasiment annihilées.
Le chef Allobroge Catugnatos se révolte en -62 et est vaincu notamment à la bataille de Solonion.

### Troubles internes (-135 à -71)

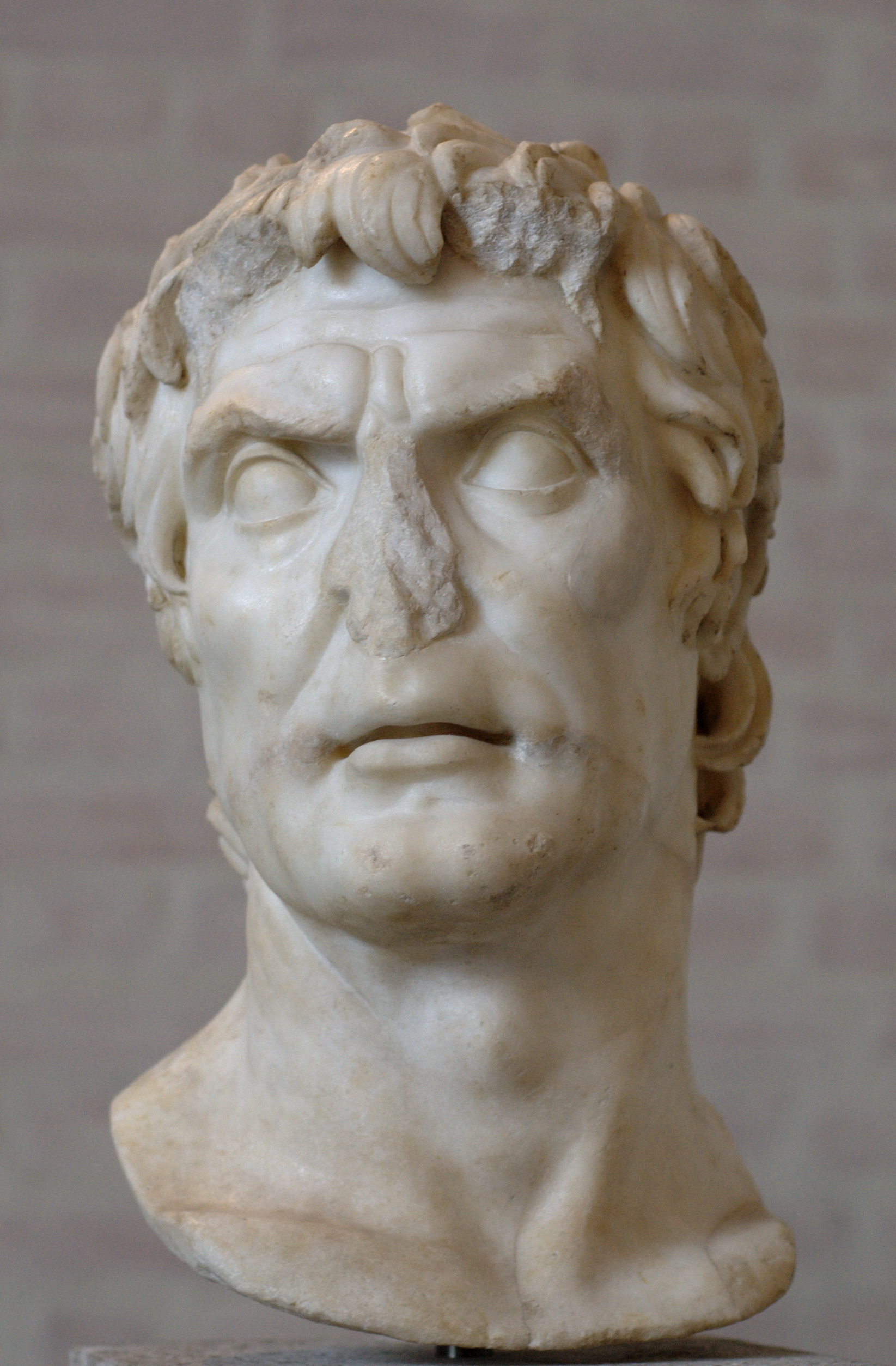
Sulla, vainqueur de la première guerre de Mithridate et farouche adversaire de Caius Marius.

Les fréquentes campagnes menées à l'étranger par les légions romaines et les récompenses offertes aux soldats sous forme de pillage conduisent ceux-ci à devenir de plus en plus loyaux envers leurs généraux plutôt qu'envers l'État romain, et ainsi à suivre plus volontiers leurs chefs en cas de conflit contre les institutions. Rome est également frappée par plusieurs révoltes d'esclaves, en partie parce que les vastes étendues de terres agricoles sont cultivées par un nombre croissant d'esclaves, qui finissent par surpasser grandement leurs maîtres en nombre. Au cours du Ier siècle av. J.-C., au moins douze guerres civiles et rébellions surviennent. Seule l'arrivée au pouvoir d'Octave, qui triomphe de l'autorité du Sénat romain et établit l'empire, va mettre un terme à cette situation.
Entre -135 et -71, trois grands soulèvements d'esclaves, connus sous le nom de guerres serviles, ont lieu. C'est le troisième soulèvement, conduit par Spartacus, qui est de loin le plus sérieux, impliquant entre 120 000 et 150 000 esclaves, et les légions connaissent plusieurs défaites avant d'écraser la révolte. En plus de cela, la guerre sociale éclate en -91 entre Rome et ses alliés italiens,, connus collectivement sous le nom de Socii, qui prennent autant de risques que les Romains lors des campagnes militaires mais ne récoltent qu'une maigre part des butins,,. Les Romains sont vaincus à la bataille du lac Fucin mais remportent la décisive bataille d'Ausculum. Malgré cette défaite militaire, les Socii remplissent leurs objectifs avec la promulgation de la Lex Iulia et de la Lex Plautia Papiria, qui accordent la citoyenneté romaine à plus de 500 000 italiens.
Mais les troubles internes les plus graves surviennent à l'occasion de la lutte entre les populares (tendance populiste menée par Caius Marius) et les optimates (tendance aristocratique dirigée par Sulla) et des deux marches sur Rome menées par Sulla en -87 et en -82. À l'occasion de la deuxième, l'armée de Sulla écrase celle du Sénat sous les murs de Rome, à la Porte Colline et Sulla est nommé dictateur. Ces actions marquent un tournant dans l'histoire de Rome car elles ouvrent la voie à d'autres guerres civiles, autrement sanglantes, qui se terminent par la chute du Sénat et la fin de la République romaine.

### Guerres contre Mithridate (-89 à -63)
Mithridate VI est le roi du Pont, royaume d'Asie mineure situé sur les bords de la mer Noire. Il va devenir l'un des plus formidables adversaires que Rome a connu, la République romaine engageant contre lui ses trois meilleurs généraux de l'époque : Sylla, Lucullus et Pompée. Selon un schéma familier depuis les guerres puniques, Rome entre en conflit avec le Pont lorsque les sphères d'influence des deux États commencent à se chevaucher. Mithridate cherche en effet à agrandir son royaume alors que les Romains, en quête de butin et de prestige militaire, sont tout aussi prêts que lui à entrer en guerre. En -88, Mithridate triomphe de la Bithynie et des troupes romaines stationnées en Asie mineure et conquiert tout l'ouest de l'Anatolie jusqu'à la mer Égée, ordonnant le massacre des 80 000 Romains qui y vivent. L'armée de Mithridate envahit la Grèce mais est finalement battue à deux reprises par Sulla, à Chéronée puis à Orchomène. Mais Sulla est pressé de retourner en Italie, où son rival Caius Marius a pris le pouvoir, et signe la paix de Dardanos (-85) avec Mithridate. Le traité n'est pas trop défavorable au roi du Pont, qui doit rendre ses conquêtes.
La trêve ne dure cependant pas longtemps car, en -83, éclate la deuxième guerre de Mithridate quand une armée romaine envahit le Pont de son propre chef. Les Romains sont vaincus et doivent se retirer, un nouveau traité étant négocié. Les hostilités reprennent en -74 avec la troisième guerre de Mithridate. Mithridate est initialement vainqueur avant d'être battu par Lucullus à la bataille de Cabira (-72). Mithridate trouve refuge chez son allié Tigrane, le roi d'Arménie, qui est à son tour vaincu par Lucullus lors de la bataille de Tigranocerta (-69). Mais les Romains subissent ensuite des revers et Lucullus est remplacé par Pompée. Celui-ci triomphe définitivement de Mithridate et la moitié du Pont est annexée par Rome.

### Campagne contre les pirates ciliciens (-67)
La mer Méditerranée est à cette époque tombée sous la domination de pirates qui viennent principalement de Cilicie. Rome a en effet détruit tour à tour les pays qui maintenaient avec leurs flottes la sécurité maritime, mais a échoué à combler le vide ainsi créé. Les pirates saisissent l'opportunité créée par cette vacance de pouvoir en étranglant les voies maritimes, en pillant plusieurs cités sur les côtes grecques et asiatiques et en faisant des raids jusqu'en Italie. Marcus Antonius Creticus est chargé de mettre fin à la menace de ces pirates mais échoue dans sa mission et est remplacé par Pompée, mis à la tête d'une force navale spéciale pour mener sa campagne. Pompée pacifie d'abord la partie occidentale de la Méditerranée en quarante jours et restaure ainsi les communications entre l'Italie, l'Espagne et l'Afrique. Selon Plutarque, Pompée dirige ensuite une série d'actions de petites envergures contre les pirates et obtient, contre des promesses de pardon, la reddition de plusieurs villes et équipages. Il détruit enfin la principale flotte pirate près de son principal repaire, à Coracesium.

### Premières campagnes de César (-59 à -50)

Les campagnes de Jules César en Gaule.

Jules César commence sa carrière militaire en battant les Gallaeci et les Lusitaniens alors qu'il est préteur en Hispanie. Il est ensuite nommé proconsul de la Gaule transalpine, la Gaule cisalpine et l'Illyrie pour une période de cinq ans. Ne se satisfaisant pas d'un gouvernement oisif, César s'efforce de trouver un prétexte pour envahir la Gaule, ce qui lui donnerait le prestige militaire qu'il recherche. À cette fin, il suscite le spectre d'une nouvelle invasion gauloise, rappelant le sac de Rome et l'invasion des Cimbres et des Teutons. Lorsque les Helvètes et les Tigurins entament une migration qui les emmènent près de la Gaule transalpine, César trouve l'excuse suffisante dont il a besoin pour provoquer la guerre des Gaules (livrée entre -58 et -51). Après avoir anéanti les Helvètes à la bataille de Bibracte, César mène une longue et coûteuse campagne contre les autres peuples gaulois, dont certains ont combattu à ses côtés contre les Helvètes. Les Gaulois, bien que « farouches et compétents », sont handicapés par leurs divisions internes et finissent par être vaincus après une série de batailles menées pendant presque dix ans,.
Après sa victoire contre les Helvètes, César triomphe des Belges à la bataille de l'Aisne et à celle du Sabis (-57),, puis des Aquitains, des Trévires, des Tenctères, des Éduens, des Éburons et des Vénètes. Il dirige également deux expéditions en Bretagne (-55 et -54),. En -52, après le siège d'Avaricum et une série de batailles indécises, César finit par vaincre une confédération de Gaulois dirigée par Vercingétorix à Alésia,. En -50, toute la Gaule est aux mains des Romains. César a écrit son propre compte-rendu des événements dans ses Commentaires sur la Guerre des Gaules. La Gaule ne retrouvera jamais son identité celte et demeure fidèle à Rome jusqu'à la chute de l'empire. Mais, à la fin de la guerre, des fêlures apparaissent dans l'unité affichée par les dirigeants politiques romains, en partie en raison de leurs inquiétudes au sujet de la loyauté des légions de César, ce qui va entraîner Rome dans une série de guerres civiles.

### L'ère des triumvirats et des guerres civiles (-53 à -30)
Une alliance politique officieuse connue sous le nom de premier triumvirat est créée vers -60 par Pompée, Crassus et Jules César dans le but de se partager le pouvoir mais cette alliance reste précaire en raison du mépris mutuel que se vouent Pompée et Crassus. En -53, Crassus lance une attaque contre l'empire parthe. Après des succès initiaux, l'armée de Crassus s'enfonce profondément dans le désert, où elle est encerclée et massacrée à la bataille de Carrhes,, terrible désastre pour les Romains au cours duquel Crassus périt ainsi que son ami Censorinus qui se suicide. La mort de Crassus déséquilibre le triumvirat, et Pompée et César prennent des chemins séparés. Tandis que César livre sa guerre en Gaule, Pompée poursuit à Rome un agenda législatif qui révèle qu'il entretient désormais, au mieux, des sentiments ambivalents envers César et s'est peut-être même allié secrètement à ses ennemis politiques. En -51, des sénateurs romains demandent qu'il ne soit pas permis à César de se présenter au Consulat à moins qu'il ne restitue le commandement de ses légions à la République, et la même requête est faite à Pompée par d'autres factions,. Renoncer à son armée laisserait César sans défense devant ses ennemis, et il choisit la guerre civile plutôt que de rendre son commandement et de faire face à un procès.
Pompée assure tout d'abord le Sénat qu'il vaincra César en bataille si celui-ci se décide à marcher sur Rome,. Toutefois, au printemps -49, quand César fait franchir le Rubicon à ses troupes et avance vers Rome, Pompée donne l'ordre d'abandonner la ville,. L'armée de César est pourtant en sous-effectif, car certaines unités sont restées en Gaule, mais, d'un autre côté, Pompée n'a également que peu de troupes sous son commandement et la loyauté de certaines, qui ont servi sous César, est très incertaine. Les troupes de Pompée battent en retraite sur Brundisium et, de là, font voile vers la Grèce,. César dirige alors son attention sur les places-fortes pompéiennes en Espagne puis, après s'être emparé de Massilia et avoir mené la victorieuse campagne de Lerida, décide de s'attaquer à Pompée lui-même,. Pompée remporte la bataille de Dyrrachium (-48) mais échoue à exploiter sa victoire et est vaincu peu après de façon décisive à la bataille de Pharsale, malgré un rapport de forces favorable de deux contre un. Pompée fuit à nouveau, cette fois-ci en Égypte, et y est assassiné, dans une tentative d'attirer les bonnes grâces de César sur le pays et d'éviter la guerre avec Rome,.
La mort de Pompée ne met pas pour autant un terme à la guerre civile car les ennemis de César sont nombreux et les partisans de Pompée continuent la lutte après sa mort. En -46, la guerre se poursuit en Afrique, où César est d'abord vaincu par son ancien lieutenant Titus Labienus, qui a rallié la cause pompéienne quelques années plus tôt. Mais César prend sa revanche en écrasant l'armée conduite par Metellus Scipion lors de la bataille de Thapsus, à la suite de laquelle les Pompéiens se retirent en Espagne. César remporte une victoire décisive sur les forces de Titus Labienus et de Pompée le Jeune à la bataille de Munda (-45) où Labienus est tué et Pompée le Jeune capturé et exécuté.

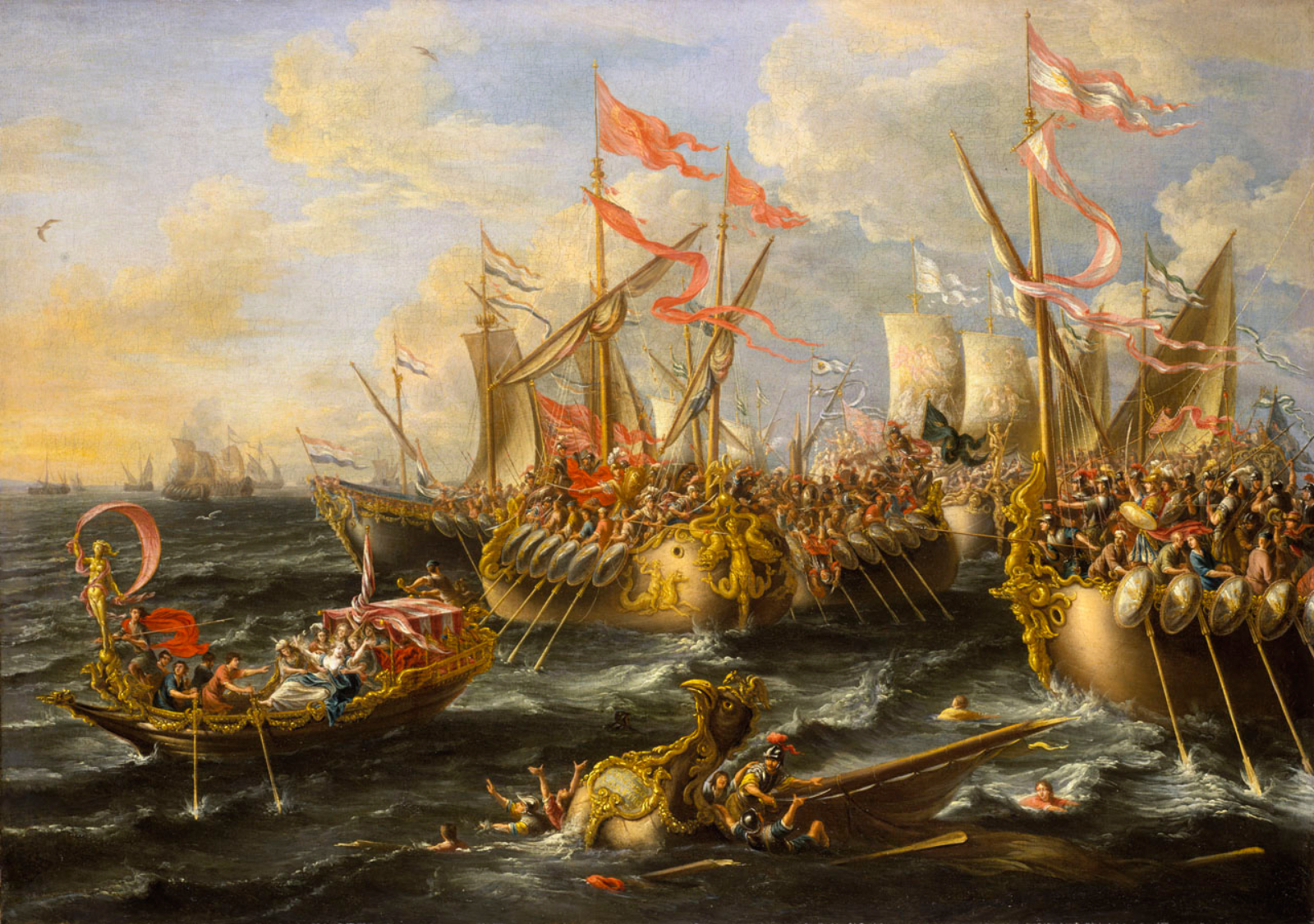
La bataille d'Actium marque la fin des guerres civiles de la République romaine.

Malgré, ou plus probablement en raison de, ces succès militaires, de plus en plus de Romains haut placés ne craignent que César, désormais devenu la principale figure de l'État, devienne un tyran et mette fin à la République romaine. Cette crainte conduit un groupe de sénateurs qui se nomment eux-mêmes les Liberatores à assassiner César en -44. Marc Antoine, lieutenant de César, fustige les meurtriers et les oblige à quitter Rome et une autre guerre civile, entre les partisans de César et ceux des Liberatores, en découle. Marc Antoine est dénoncé comme ennemi de l'État et, alors qu'il assiège Decimus Junius Brutus Albinus, l'un des meurtriers, dans Mutina, triomphe de l'armée du consul Caius Vibius Pansa Caetronianus, qui est tué, avant d'être battu juste après par les troupes du consul Aulus Hirtius. Une semaine plus tard, à la bataille de Modène, Antoine est à nouveau par vaincu par Hirtius mais celui-ci périt lors du combat. Octave, qui a combattu avec Hirtius, gagne ainsi tout le prestige de cette victoire.
Mais Octave change peu après de camp et conclut un accord avec Antoine et Lépide, formant, mais cette fois de façon officielle, le second triumvirat le 26 novembre -43,. Decimus Brutus est assassiné peu après. Antoine et Octave livrent l'année suivante une bataille indécise à Philippes contre les Liberatores Marcus Junius Brutus et Caius Cassius Longinus. Brutus défait Octave mais Antoine triomphe de Cassius, qui se suicide. Trois semaines plus tard, les deux armées se rencontrent à nouveau à Philippes, où Brutus subit une écrasante défaite et se suicide à son tour.
La guerre civile éclate cependant une nouvelle fois car des dissensions apparaissent au sein du second triumvirat sitôt ses opposants vaincus. L'ambitieux Octave consolide son pouvoir et lance une campagne contre Antoine. Fulvie et Lucius Antonius, l'épouse et le frère d'Antoine, lèvent une armée en Italie pour combattre Octave mais ils sont vaincus lors de la guerre de Pérouse. Fulvie est exilée et meurt peu après, Antoine se remariant alors avec la sœur d'Octave, Octavie, ce qui conduit à une réconciliation partielle entre les deux hommes. Sextus Pompée, dernier opposant du triumvirat, est vaincu à l'occasion de la bataille navale de Nauloque (-36). Mais, comme auparavant, le triumvirat se déchire une fois ses opposants éliminés. Il parvient à son terme dix ans après sa création et n'est pas reconduit. La guerre entre Octave et Antoine reprend peu après et, à la bataille d'Actium (-31) la flotte d'Octave détruit celle d'Antoine et Cléopâtre. Octave devient empereur sous le nom d'Auguste et, en l'absence de toute opposition politique, va pouvoir grandement étendre le territoire du nouvel Empire romain.

## Empire

### Expansion de l'empire (-30 à 117)

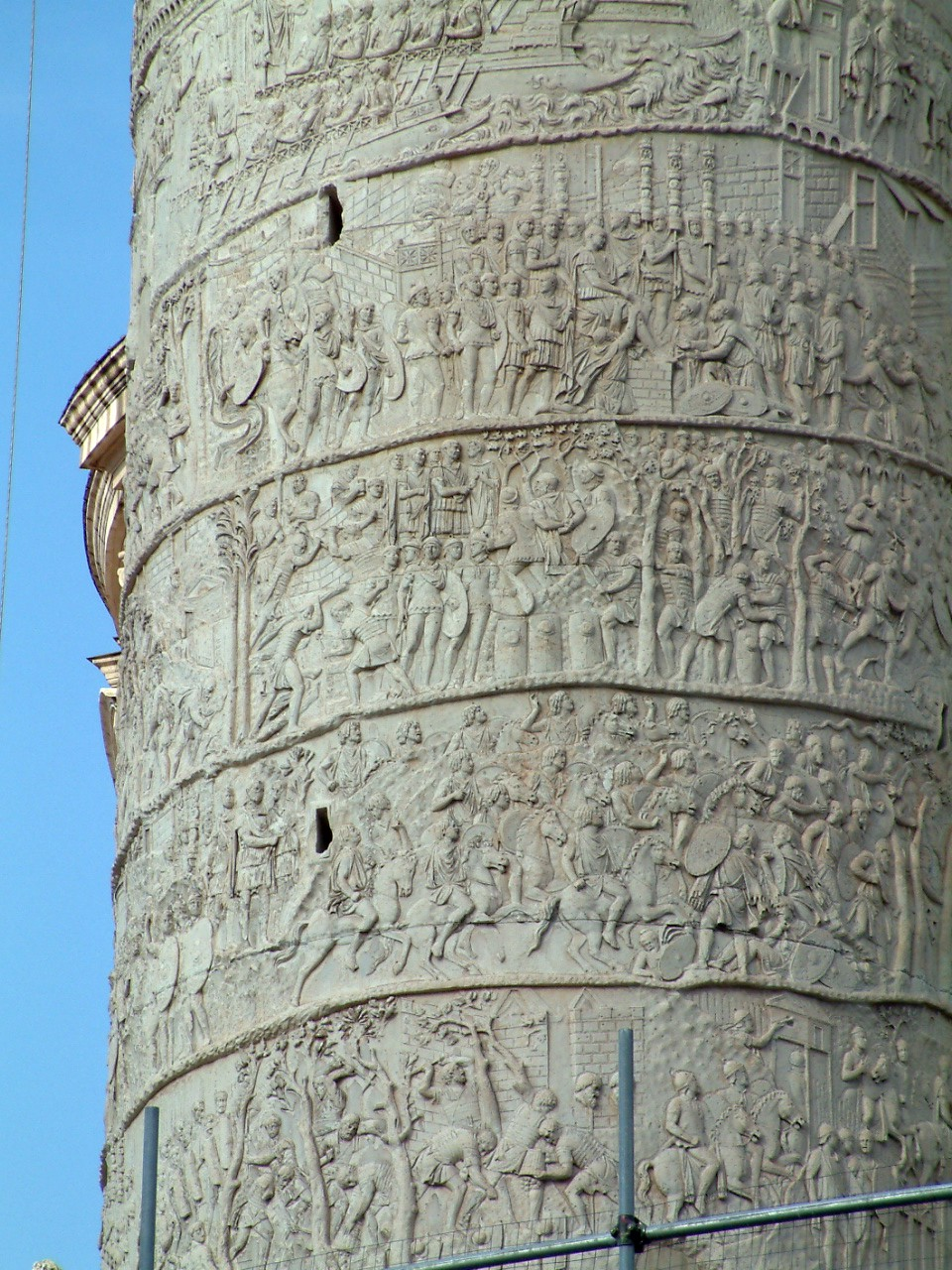
La Colonne Trajane commémore les campagnes menées par Trajan contre les Daces en 101-102 et 105-106.

Sous le règne d'empereurs à l'abri d'ennemis intérieurs, tels qu'Auguste et Trajan, de nombreuses conquêtes militaires ont lieu à la fois à l'est et à l'ouest de l'empire. À l'ouest, à la suite des humiliantes défaites subies devant les Sicambres, les Tenctères et les Usipètes en -16, des légions romaines se mettent en marche pour soumettre la Germanie. La grande révolte illyrienne (entre 6 et 9) oblige les Romains à annuler leur plan de consolider leurs conquêtes en Germanie par l'invasion de la Bohême,. Malgré la perte des trois légions dirigées par Varus lors de la célèbre bataille de Teutobourg (9) remportée par les peuples germaniques conduits par Arminius,, Rome continue son expansion. Germanicus dirige plusieurs campagnes contre les Marcomans, les Hermundures, les Chattes, les Chérusques, les Bructères, et les Marses. Germanicus réprime aussi plusieurs mutineries de son armée le long du Rhin et triomphe d'Arminius au cours d'une campagne qui trouve son point culminant à la bataille d'Idistaviso (16). L'extension des frontières de l'empire au-delà du Rhin semble possible pendant quelque temps car l'empereur Caligula est prêt à envahir la Germanie en 39 et Cnaeus Domitius Corbulo franchit le fleuve en 47 et avance sur le territoire des Frisons et des Chauques. Mais l'empereur Claude ordonne d'arrêter les attaques au-delà du fleuve, établissant ainsi ce qui va devenir la limite de l'expansion de l'empire dans cette direction.
Après les invasions de la Bretagne à petite échelle menées par César, les Romains commencent la conquête de l'île en 43 et remportent plusieurs batailles sur les Bretons, dont celles de Medway et de Caer Caradoc. Malgré leurs défaites, les Bretons, menés par la reine Boudicca, se soulèvent et mettent à sac Camulodunum, Verulamium et Londinium mais les Romains écrasent la rébellion lors de la bataille de Watling Street (60 ou 61), puis remontent jusqu'en Écosse où ils remportent la bataille du Mont Graupius. Pour se protéger des raids des tribus pictes et calédoniennes et des rébellions dans le nord du pays, les Romains y établissent deux bases militaires et construisent le mur d'Hadrien.

L'Empire romain à sa plus grande extension en 117 sous le règne de Trajan.

À l'est, les Daces, qui vivent principalement dans la moderne Roumanie, ont retenu l'attention des Romains depuis l'époque de César lorsqu'ils ont vaincu une armée romaine près d'Histria,. En 85, les Daces franchissent le Danube et pillent la Mésie, et l'empereur Domitien mène une difficile campagne contre eux, les Romains étant d'abord vaincus avant de connaître le succès et de signer un traité de paix clément envers les Daces. Mais l'empereur Trajan reprend les hostilités contre les Daces et, après un certain nombre de batailles à l'issue souvent indécise, il triomphe du roi Décébale de façon décisive à Adamclisi (101 ou 102). Les armées romaines menacent Sarmizegetusa, la capitale des Daces, et Décébale doit signer la paix qui en fait un vassal de Rome. Le roi dace reconstruit néanmoins sa base de pouvoir et attaque des garnisons romaines en 105. Trajan marche donc à nouveau sur la Dacie, assiège et prend Sarmizegetusa, et fait raser ses fondations. La Dacie désormais pacifiée, Trajan attaque ensuite l'empire parthe et ses conquêtes conduisent l'Empire romain à sa plus grande extension. Les territoires frontaliers de Rome sont, à l'est, gouvernées par des royaumes vassaux, ce qui explique que les Romains y mènent moins de campagnes qu'à l'ouest durant cette période.
Le royaume d'Arménie, qui s'étend entre la mer Noire et la mer Caspienne, devient une pomme de discorde entre Rome et l'empire parthe et la région change souvent de mains. Les Parthes soumettent l'Arménie en 37 mais les Romains reprennent le contrôle du pays dix ans plus tard et en font un royaume-client. Sous le règne de Néron, les Romains livrent une nouvelle guerre contre les Parthes, qui ont envahi l'Arménie. Après avoir regagné puis reperdu le contrôle de la région, les Romains dirigés par Cnaeus Domitius Corbulo envahissent le territoire parthe en 63 et la paix conclue peu après ramène l'Arménie dans le giron de l'Empire romain pour plus d'un siècle.

### Année des quatre empereurs (69)
En 69, Othon fait assassiner l'empereur Galba et se proclame empereur,. Mais Vitellius, gouverneur de la Germanie inférieure, revendique également le trône et marche sur Rome avec ses troupes,. Après une bataille indécise près d'Antipolis, Vitellius attaque Placentia mais ses troupes sont repoussées. Othon quitte Rome et marche vers le nord à la rencontre de son rival. Othon est vainqueur à la bataille de Locus Castorum et Vitellius bat en retraite sur Crémone. Les deux armées s'affrontent à nouveau lors de la première bataille de Bedriacum, qui voit la victoire de Vitellius. Les troupes d'Othon font leur reddition le lendemain et Othon se suicide.
Pendant ce temps, les légions stationnées dans les provinces de Judée et de Syrie acclament Vespasien comme empereur et celles de Rhétie et de Mésie se rallient également à lui. L'armée de Vespasien bat celle de Vitellius lors de la seconde bataille de Bedriacum et prend Crémone. Sous prétexte de se rallier à Vespasien, Caius Julius Civilis prend les armes et incite les Bataves à se rebeller,. Les rebelles sont rejoints par plusieurs tribus germaines, dont les Frisons, et battent une armée romaine près de Castra Vetera. Des troupes romaines en garnison sur le Rhin et en Gaule font alors défection pour se rallier à Civilis mais des dissensions apparaissent très vite entre les différentes tribus, ce qui rend toute coopération impossible. Vespasien, désormais empereur, offre à Civilis de déposer les armes et, devant son refus, ses légions marchent sur lui et le défont près d'Augusta Treverorum.

### Révoltes des Juifs (66 à 135)
La première guerre judéo-romaine (66 à 73), parfois appelée la Grande Révolte, est la première des trois grandes rébellions menées par les Juifs de Judée contre l'Empire romain. La Judée a déjà connu des troubles auparavant, aussi bien à l'occasion d'affrontements entre des sectes juives rivales que lors de rébellions antérieures. La colère des Juifs envers Rome vient du pillage de leurs temples et de l'indifférence des Romains, voire de la répulsion selon Tacite, envers leur religion. Les Juifs préparent soigneusement la révolte et connaissent des succès initiaux, notamment à Bet-Horon. Néron charge Vespasien de mater la révolte et ce dernier se livre à une pacification méthodique de la région. En 68, toute résistance juive dans le nord de la Judée a été écrasée. Quelques villes résistent encore quelques années, Jérusalem tombant en 70 et Massada en 73,. La guerre de Kitos (115 à 117) et la révolte de Bar Kokhba (132 à 135) sont les deux autres grands soulèvements des Juifs mais ils sont tous deux brutalement réprimés.

### Conflits avec les Parthes (114 à 217)
L'empire parthe de la dynastie des Arsacides règne sur la Perse et constitue un formidable adversaire pour les Romains, comme l'a prouvé la bataille de Carrhes, notamment en raison de sa cavalerie lourde et de ses archers à cheval. Trajan dirige une campagne contre les Parthes de 114 à 117 et s'empare brièvement de Ctésiphon, leur capitale, plaçant le roi fantoche Parthamaspatès sur le trône. Mais des rébellions en Babylonie et la révolte des Juifs rendent difficile la domination romaine sur la province et ces territoires sont abandonnés peu après.
L'empire parthe revitalisé reprend l'offensive en 161, triomphant de deux armées romaines et envahissant l'Arménie et la Syrie. L'empereur Lucius Verus et le général Avidius Cassius engagent une contre-offensive l'année suivante. La ville de Séleucie du Tigre est détruite et le palais de Ctésiphon est brûlé par Avidius Cassius en 164. Les Parthes signent la paix et cèdent la Mésopotamie occidentale à Rome.
En 197, l'empereur Septime Sévère mène une brève et victorieuse campagne contre les Parthes en représailles du soutien qu'ils ont apporté à Pescennius Niger, son rival pour le trône impérial. Ctésiphon est mise à sac par les Romains et l'empire parthe sort encore affaibli de cette guerre. En 217, Caracalla, fils et successeur de Septime Sévère, est sur le point d'envahir la Parthie quand il est assassiné et son successeur, Macrin, est vaincu à Nisibis. Mais en 224, l'empire parthe est détruit par un de leurs vassaux révoltés, Ardachîr Ier, qui fonde la dynastie des Sassanides, laquelle remplace alors les Parthes comme principal rival des Romains à l'est.

### Invasions barbares (163 à 378)

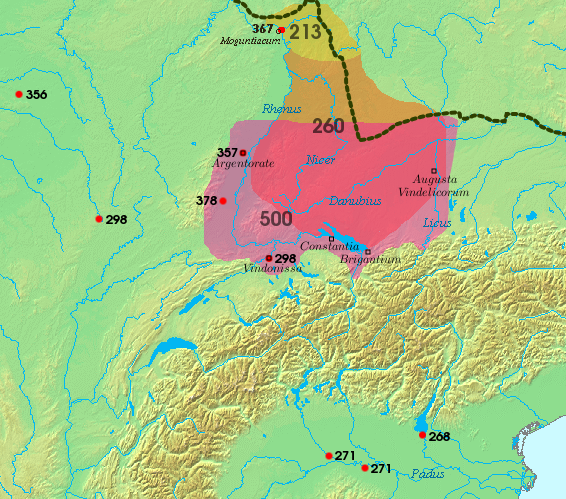
Expansion des Alamans et emplacements de leurs batailles contre les Romains.

À la suite de la défaite de Varus à Teutoburg, Rome a adopté une stratégie essentiellement défensive le long de la frontière avec la Germanie, construisant un système de fortifications connues sous le nom de limes le long du Rhin. Les peuples germaniques ayant combattu les Romains au Ier siècle ont désormais évolué vers une alliance ou une confédération de tribus connues collectivement sous le nom d'Alamans, terme mentionné pour la première fois par Dion Cassius dans son récit de la campagne menée par Caracalla en 213. Aux alentours de 166, plusieurs peuples germaniques franchissent le Danube et mènent des raids en Italie, avec le siège d'Aquilée, et en Grèce, avec le sac d'Éleusis.
Rome fait face depuis plusieurs siècles au problème posé par la présence de nombreuses peuplades près de ses frontières, mais le IIIe siècle voit cette menace globale être de plus en plus pressante,. On ne sait cependant pas avec certitude si c'est la pression extérieure qui a augmenté ou si c'est la capacité de Rome à y faire face qui a décliné. Les Carpes et les Sarmates, dont Rome a écarté la menace, ont été remplacés par les Goths, et les Quades et les Marcomans, vaincus par Marc Aurèle lors des guerres marcomanes, l'ont été quant à eux par la confédération des Alamans.
Des bandes armées d'Alamans passent fréquemment de l'autre côté des limes pour attaquer la Germanie supérieure, leurs conflits avec l'Empire romain devenant presque continuels, tandis que les Goths traversent le Danube pour livrer plusieurs batailles aux Romains, dont celle d'Abrittus (251) où ils remportent une grande victoire. Les Goths et les Hérules ravagent la Grèce, la Thrace et la Macédoine. En 268, les Goths mènent leur premier assaut majeur à l'intérieur du territoire romain et Rome est obligée de dégarnir ses frontières avec la Germanie pour affronter cette invasion, celle-ci étant le résultat final d'une chaîne de migrations qui prend ses racines loin à l'est. Les Huns originaires des steppes russes ont attaqué les Goths,, qui ont attaqué en retour les Daces, les Alains et les Sarmates près ou à l'intérieur des frontières de l'empire. Déferlant depuis les Balkans, les Goths envahissent les provinces romaines de la Pannonie et de l'Illyrie et menacent l'Italie.
Les Alamans saisissent cette occasion pour déclencher une grande invasion de la Gaule et de l'Italie du nord. Cependant, les Goths sont mis en déroute à la bataille de Naissus par Claude II et Aurélien, qui se tournent ensuite vers les Alamans et les écrasent à la bataille du lac Benacus. Aurélien, devenu empereur, triomphe une nouvelle fois des Alamans à Pavie (271). Les Goths demeurent une menace majeure pour l'empire mais dirigent leurs attaques loin de l'Italie pendant plusieurs années à la suite de leur défaite. Des troupes gothiques servent même sous les bannières romaines en tant que troupes fédérées.
Une nouvelle invasion des Alamans est repoussée en 298 mais ils font de nouvelles incursions au-delà du Rhin en 356 et 357 (bataille d'Argentoratum), 367 et 378 (bataille d'Argentovaria). La même année, les Goths infligent aux Romains une écrasante défaite à Andrinople, au cours de laquelle l'empereur Valens et plusieurs dizaines de milliers de soldats romains sont tués,.
À la même époque, les Francs mènent des incursions dans les régions de la mer du Nord et de la Manche, les Vandales accentuent leur pression le long du Rhin, les Juthunges font de même le long du Danube, les Iazyges, les Carpes et les Taïfales harcèlent la Dacie, et les Gépides se joignent aux Goths et aux Hérules dans leurs attaques autour de la mer Noire. En Afrique, les Quinquegentanei se soulèvent contre l'autorité romaine. Au début du Ve siècle, la pression sur les frontières occidentales de l'Empire romain est devenue très intense. Mais Rome est également menacée sur ses frontières orientales et en raison de graves dissensions internes.

### Usurpateurs (193 à 394)

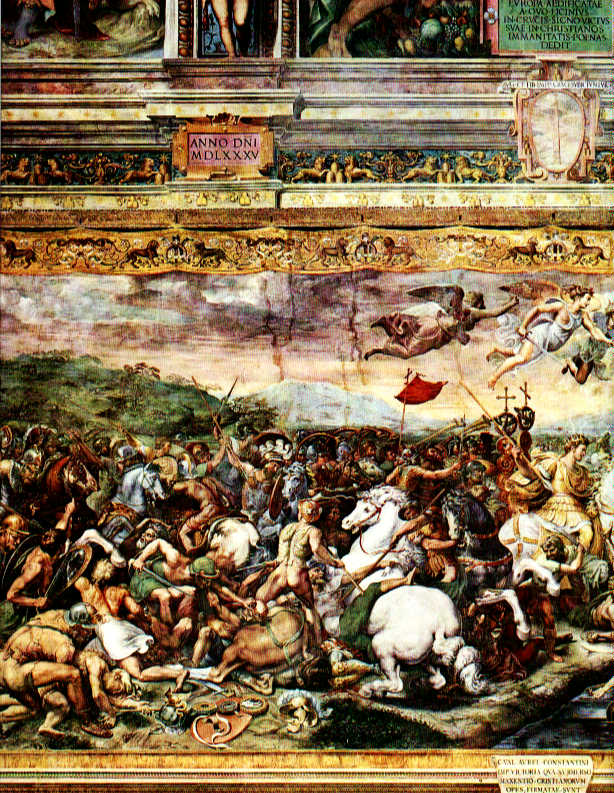
Fresque de Giulio Romano représentant la bataille du pont Milvius.

Les légionnaires romains étant désormais souvent enclins à soutenir leurs chefs militaires plutôt que l'empereur, ces commandants se trouvent en mesure d'établir un contrôle absolu sur leur armée et ont la possibilité d'usurper le trône impérial. La crise du troisième siècle correspond à la succession de meurtres, d'usurpations et de guerres civiles dont on considère traditionnellement qu'ils commencent à partir de l'assassinat de l'empereur Sévère Alexandre en 235. Toutefois, Dion Cassius note que le déclin impérial a commencé en 180 avec l'ascension de Commode sur le trône, un jugement avec lequel l'historien Edward Gibbon est d'accord. La crise du troisième siècle, même si elle n'est pas le début incontesté du déclin de Rome, met les forces de l'empire à rude épreuve en le plongeant dans des guerres civiles telles qu'il n'y en avait pas eu depuis les derniers jours de la République romaine. Au cours du siècle, 27 commandants militaires se proclament empereurs et règnent sur des portions de l'empire, parfois pour quelques mois ou même pour quelques jours, et seulement deux d'entre eux ne trouvent pas une mort violente,. Cette série d'usurpations conduit à un démembrement de l'empire pendant la crise mais c'est aussi par la force des armes que quelques généraux parviennent à le réunifier.
En 193, au cours de la deuxième année des quatre empereurs, Septime Sévère et Pescennius Niger, tous deux généraux proclamés empereurs par les troupes qu'ils commandent, rivalisent pour le pouvoir suprême. Sévère, qui a déjà vaincu son rival à deux reprises, remporte une victoire décisive à Issos (194), mais il doit ensuite se débarrasser d'un autre rival en la personne de Clodius Albinus, qui était à l'origine son allié. Albinus, proclamé empereur par les légions de Bretagne, débarque en Gaule et remporte une bataille contre Virius Lupus, lieutenant de Sévère, avant d'être à son tout vaincu et tué à la bataille de Lugdunum (197).
Septime Sévère n'a plus à faire face à d'autres oppositions pour le reste de son règne, mais son successeur Caracalla est assassiné à l'instigation de Macrin, qui se proclame empereur. Le Sénat ratifie cette prise du pouvoir mais les troupes de Varius Avitus proclament celui-ci empereur et Macrin est vaincu à Antioche (218). Le règne d'Avitus, qui a pris le nom d'Héliogabale, est assez bref car il est assassiné en 222, destin que connaît également son successeur, Sévère Alexandre, en 235. Le meurtre d'Alexandre est commis par des militaires mécontents de ses décisions et qui nomment à sa place l'un des leurs, Maximin le Thrace. Ainsi débute la période d'anarchie militaire au cours de laquelle 18 empereurs vont se succéder jusqu'en 253. Maximin se fait un ennemi du Sénat et, malgré la victoire de troupes lui étant fidèles sur les usurpateurs Gordien Ier et Gordien II près de Carthage, il est tué par ses propres soldats, qui font ensuite leur soumission au Sénat. Gordien III accède au trône impérial peu après.
Les causes de la mort de Gordien III ne sont pas connues avec certitude mais c'est son préfet du prétoire, Philippe l'Arabe, qui lui succède et qui règne pendant quelques années avant que les armées de provinces ne se soulèvent à nouveau et proclament empereur un autre général, Dèce. Celui-ci bat Philippe près de Vérone et s'empare du trône. Pendant et après les règnes de Philippe et de Dèce, quelques usurpateurs se font proclamer empereur mais sont tués par leurs propres troupes avant même qu'une bataille ne soit livrée. Gallien, coempereur avec son père Valérien de 253 à 260, puis seul au pouvoir jusqu'en 268, se débarrasse de plusieurs usurpateurs pendant son règne et conclut un accord avec Postume, qui fonde l'empire des Gaules, mais finit par être à son tour assassiné. Les guerres civiles s'interrompent alors jusqu'en 272, date à laquelle Aurélien se tourne contre l'empire de Palmyre, créé à la faveur de la crise, et le rattache à nouveau à l'Empire romain. Aurélien triomphe par la suite de Tetricus à la bataille de Châlons (274), mettant ainsi fin à l'empire des Gaules. À la mort d'Aurélien, différents usurpateurs, parfois trois ou quatre en même temps, s'affrontent pendant une décennie mais l'histoire n'a pas retenu le nom de la plupart des batailles livrées durant cette période agitée jusqu'à ce que Dioclétien ne rétablisse l'unité de l'empire en triomphant de Carin à la bataille du Margus (285).
Dioclétien prend des mesures afin d'assurer la stabilité de l'empire en instituant une tétrarchie avec deux empereurs principaux (un en Occident et un en Orient) et deux empereurs auxiliaires chargés de les assister et devant leur succéder. Ce système permet d'éviter de nouvelles guerres civiles jusqu'à la mort de Constance Chlore en 306. En Occident, Constantin bat son rival Maxence à plusieurs reprises et Maxence finit par être tué à la bataille du pont Milvius (312). En Orient, Licinius triomphe de Maximin Daïa à Tzirallum. Les deux vainqueurs s'affrontent alors plusieurs fois et Constantin remporte toutes ces confrontations, notamment les batailles décisives d'Andrinople et de Chrysopolis (324). Après le long règne de Constantin, son fils Constance II bat l'usurpateur Magnence à Mursa Major (351), puis au Mont Séleucus (353). Par la suite, l'empereur Valens doit se débarrasser de l'usurpateur Procope, et Théodose fait de même en triomphant de Maxime et d'Eugène.

### Guerres contre l'empire sassanide (230 à 363)
L'empire sassanide, après avoir annihilé et pris la place de l'empire parthe,, poursuit une politique expansionniste plus agressive que celle de son prédécesseur, et entre rapidement en guerre contre Rome. En 230, Ardachîr Ier attaque les Romains en Arménie puis en Mésopotamie mais les territoires perdus par les Romains sont récupérés quelques années plus tard par Sévère Alexandre. En 243, l'empereur Gordien III reprend les villes d'Hatra, de Nisibis et de Carrhes après avoir battu les Sassanides à Rhesaina mais il meurt peu après dans des circonstances non éclaircies (les sources perses prétendent qu'il est au mort au combat lors d'une bataille ultérieure, ce que contredisent les sources romaines). Son successeur, Philippe l'Arabe, conclut alors la paix avec Shapur Ier.
Encouragé par le résultat du précédent conflit, Shapur Ier envahit la Syrie en 252 et, après avoir remporté une bataille, prend et pille Antioche,. Les Romains reprennent néanmoins la ville l'année suivante et l'empereur Valérien mène plusieurs campagnes contre les Sassanides au cours des années suivantes, avec des fortunes diverses. Mais en 260, lors de la bataille d'Édesse, les Sassanides remportent une victoire décisive sur les Romains et Valérien est capturé,,.
À la fin du IIIe siècle, la situation de Rome sur ses frontières orientales s'améliore de façon spectaculaire. Profitant d'une période de troubles civils en Perse, l'empereur Carus dirige une campagne victorieuse et met à sac Ctésiphon en 283. Pendant la tétrarchie, Galère mène une brillante campagne et s'empare de Ctésiphon en 298. Le traité de Nisibis signé l'année suivante permet aux Romains de prendre le contrôle de cinq provinces en Mésopotamie. Il s'ensuit une période de paix de presque quarante ans qui prend fin en 337 lorsque Shapur II passe à l'offensive, entamant ainsi une guerre de 26 ans. Les Sassanides tentent de s'emparer de plusieurs forteresses romaines mais ne rencontrent que peu de succès. Mais une campagne victorieuse menée à partir de 359 leur permettent de prendre Amida et Singara. L'empereur Julien remporte la bataille de Ctésiphon (363) mais ne parvient pas à s'emparer de la capitale sassanide. Les Romains sont forcés de battre en retraite en raison de leur position vulnérable au cœur de l'empire sassanide et Julien est mortellement blessé au cours d'une escarmouche. Son successeur, Jovien, conclut alors une paix désastreuse pour Rome, abandonnant l'Arménie et cédant plus de la moitié des territoires conquis en 299.
Quelques autres guerres opposent par la suite Rome aux Sassanides mais elles sont brèves et ne comprennent que des opérations à échelle limitée car les deux puissances ont à faire face à d'autres menaces au cours du Ve siècle. En 420, une campagne menée par Théodose II contre Vahram V en raison de persécutions contre les Chrétiens se conclut par une victoire romaine et une paix rapidement signée, et, en 441, une guerre entamée par Yazdgard II est vite interrompue car les deux camps sont menacés par d'autres adversaires dans d'autres régions.

### Chute de l'empire d'Occident (402 à 476)

L'Europe et le bassin méditerranéen à la fin du Ve siècle.

Beaucoup de théories ont été avancées comme explications au déclin de l'Empire romain et de nombreuses dates ont été données pour situer sa chute, depuis le début de son déclin au IIIe siècle jusqu'à la chute de Constantinople en 1453. Quoi qu'il en soit, et sur un plan strictement militaire, l'empire s'est finalement effondré après avoir été envahi par plusieurs peuples « barbares » puis à l'occasion d'une révolte de troupes fédérées germaniques en Italie. L'empire est devenu graduellement moins romanisé et plus germanique et, bien qu'il ait plié sous l'assaut des Wisigoths, ce sont des troupes fédérées et non une armée étrangère qui ont déposé le dernier empereur Romulus Augustule en 476. Dans le sens où Odoacre, principal acteur de cet évènement, s'est proclamé « roi d'Italie », on pourrait considérer que l'empire a perduré sous ce nom. Toutefois, son identité n'est plus romaine car il est de plus en plus peuplé et gouverné par des peuples germaniques bien avant 476. Le peuple romain est au Ve siècle « privé de son génie militaire » et l'armée romaine elle-même un simple complément aux troupes fédérées de Goths, Huns, Francs et autres peuples combattants au nom de Rome.
Les derniers soubresauts de l'empire commencent lorsque le peuple fédéré des Wisigoths se soulève en 395. Dirigés par Alaric Ier, ils tentent de s'emparer de Constantinople mais sont repoussés et partent alors piller la Thrace et le nord de la Grèce. En 402, ils assiègent Mediolanum, capitale de l'empereur d'Occident Honorius qui est défendue majoritairement par des Goths. L'arrivée du régent (et magister militum) Stilicon et de son armée oblige Alaric à lever le siège et à se déplacer plus à l'ouest, sur Hasta. Stilicon poursuit son offensive et remporte la bataille de Pollentia, où il s'empare du campement et du butin d'Alaric,. Stilicon propose à Alaric de libérer ses prisonniers si les Wisigoths retournent en Illyrie mais, arrivé à Vérone, Alaric suspend sa retraite. Stilicon l'attaque alors une nouvelle fois et remporte une nouvelle victoire,, obligeant ainsi les Wisigoths à quitter l'Italie.
En 405, les Ostrogoths envahissent à leur tour l'Italie mais sont vaincus. Cependant, dès l'année suivante, un nombre sans précédent de peuplades profitent du gel des eaux du Rhin pour traverser le fleuve en masse : Vandales, Suèves, Alains et Burgondes franchissent cette frontière naturelle et mettent à sac Moguntiacum et Augusta Treverorum avant d'envahir la Gaule. Malgré ce grave danger, ou peut-être à cause de lui, les hauts dignitaires de l'empire s'entredéchirent et Stilicon, le chef militaire le plus compétent de cette époque, est mis à mort. C'est dans ce contexte qu'Alaric, en dépit de son échec précédent, envahit à nouveau l'Italie et réussit à prendre et à piller Rome (410),. La capitale de l'empire d'Occident est alors Ravenne mais certains historiens voient néanmoins 410 comme une date alternative pour la véritable chute de l'Empire romain. C'est à peu près à la même époque que la Bretagne est dégarnie de la plupart de ses troupes, et, vers 425, l'île ne fait plus partie de l'empire. La plus grande partie de l'Europe occidentale est assaillie de toute part et des royaumes gouvernés par les Vandales, les Suèves, les Wisigoths, les Francs et les Burgondes sont fondés en Gaule, en Hispanie et en Afrique du Nord.
Ce qui reste de l'empire d'Occident continue à être défendu pendant plusieurs décennies, en grande partie grâce à Aetius, surnommé plus tard « le dernier des Romains », qui réussit à monter les différents envahisseurs les uns contre les autres. En 436, il dirige une armée majoritairement composée de Huns pour triompher des Wisigoths en Gaule et, en 451, il est à la tête d'une coalition de fédérés, dont les Wisigoths, pour repousser l'invasion des Huns lors de la bataille des champs Catalauniques,. Même s'ils mettent par la suite à sac les villes d'Altinum, de Mediolanum, de Ticinum et de Patavium, les Huns ne sont plus en mesure de menacer directement l'empire après la mort d'Attila (453). En dépit de tous ses succès, Aetius est assassiné par Valentinien III, ce qui conduit Sidoine Apollinaire à observer : « Je ne sais rien de vos motifs ou s'il y a eu provocation mais je sais seulement que vous avez agi comme un homme qui se tranche la main droite avec la gauche ».
Carthage, deuxième plus grande ville de l'empire, est conquise par les Vandales en même temps que le reste de l'Afrique du Nord en 439 et le destin de Rome semble scellé lorsque la ville est mise à sac (pour la deuxième fois dans le même siècle) en 455 par ces mêmes Vandales. Les débris restants de l'empire sont entièrement aux mains des troupes fédérées germaniques et lorsque Odoacre dépose à Ravenne l'empereur Romulus Augustule en 476, plus aucun romain n'est en mesure de l'en empêcher. Odoacre règne alors sur la majeure partie de l'Italie jusqu'à la conquête de la péninsule par les Ostrogoths. C'est la fin de l'Empire romain d'Occident, et l'Empire romain d'Orient et les Ostrogoths vont alors se disputer l'Italie au cours du siècle suivant tandis que l'importance de la cité de Rome devient négligeable et qu'elle est quasiment laissée à l'abandon vers 550. L'Empire romain d'Orient va quant à lui résister pendant encore près de mille ans.